# Arquitectura de la dinastía Song

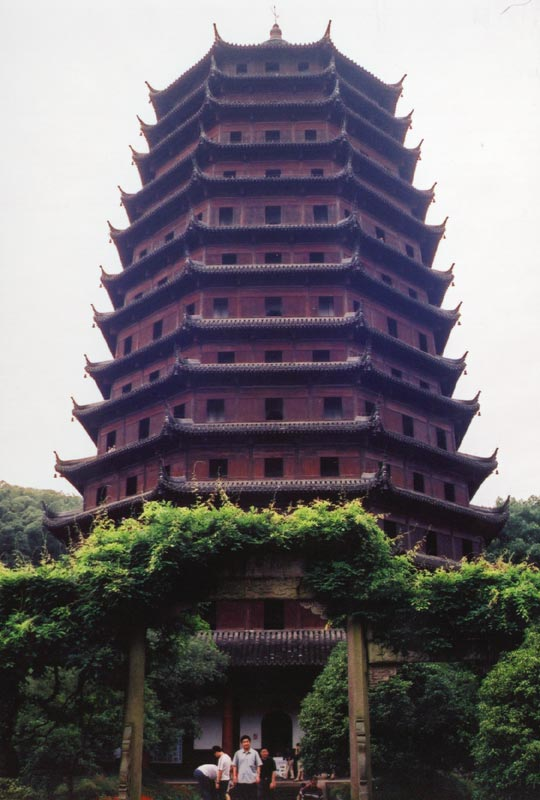
Pagoda Liuhe, o pagoda de las Seis Armonías, en Hangzhou, de 60 m de altura, erigida en 1156 y terminada en 1165.

La arquitectura de la dinastía Song (960-1279) se basa en los éxitos de sus predecesores. La arquitectura china durante el período de la dinastía Song se caracteriza por pagodas budistas, grandes puentes de piedra y madera, tumbas suntuosas y la arquitectura de sus palacios. Aunque los tratados arquitectónicos existen antes, este período en la historia de China ve florecer una cantidad de obras más maduras que describen dimensiones y materiales. También están mejor organizados. Además de los ejemplos existentes de construcción, las ilustraciones y dibujos de la arquitectura Song que se han publicado en libros también ayudan a los historiadores a comprender los matices arquitectónicos de este período.
Las profesiones de arquitecto, artesano, carpintero e ingeniero estructural no se consideraban profesiones importantes en comparación con los funcionarios confucianos de la China premoderna. El conocimiento arquitectónico se ha transmitido oralmente durante miles de años en China, tradicionalmente entre artesanos de padre a hijo. Sin embargo, hay agencias gubernamentales y escuelas para la construcción y la ingeniería. Los manuales de arquitectura del período Song no solo ayudaban a una gran cantidad de talleres privados, sino también a empleados gubernamentales que reclutaban artesanos para el gobierno central.

## Ciudades y palacios

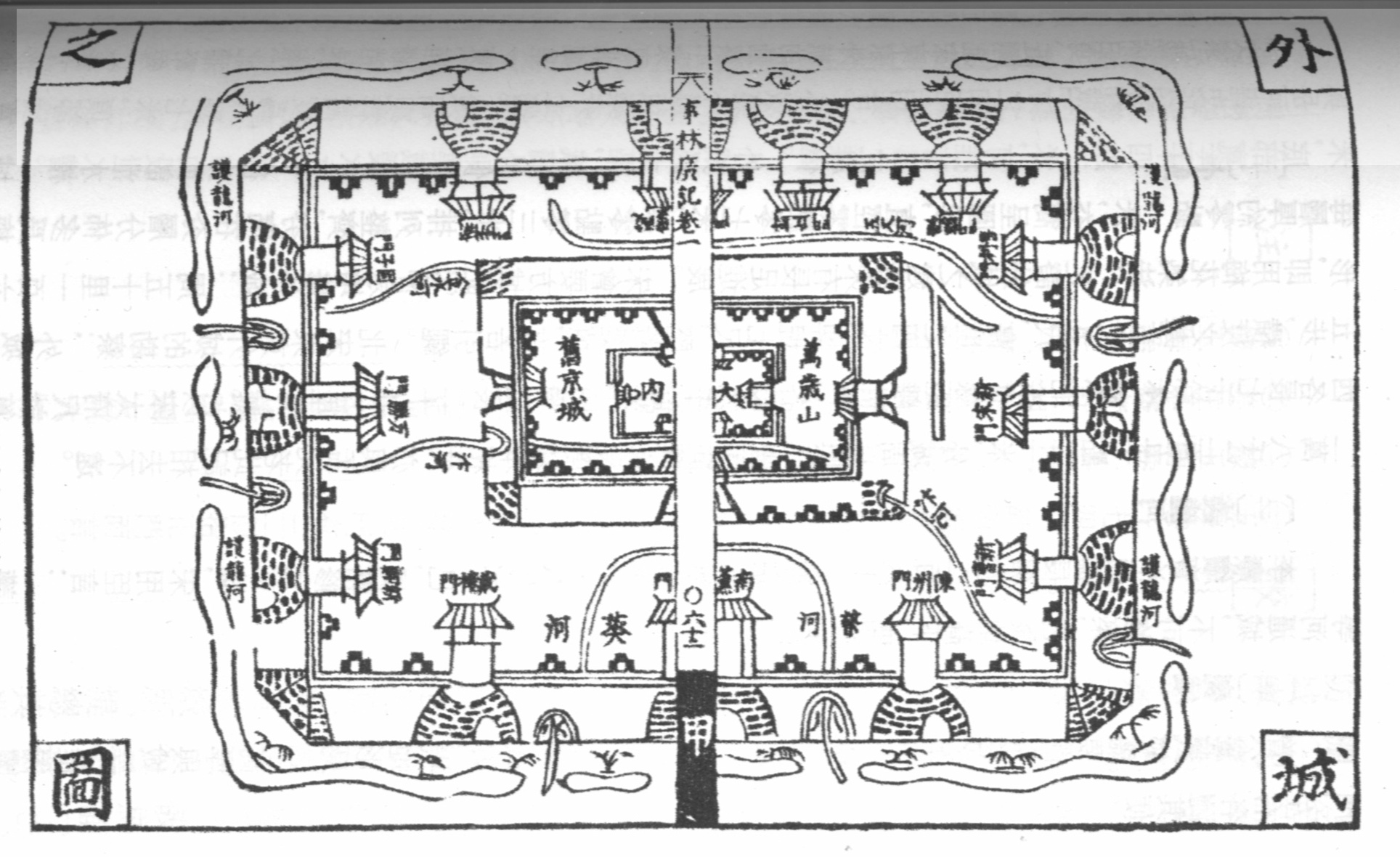
Recinto externo de Bianjing.

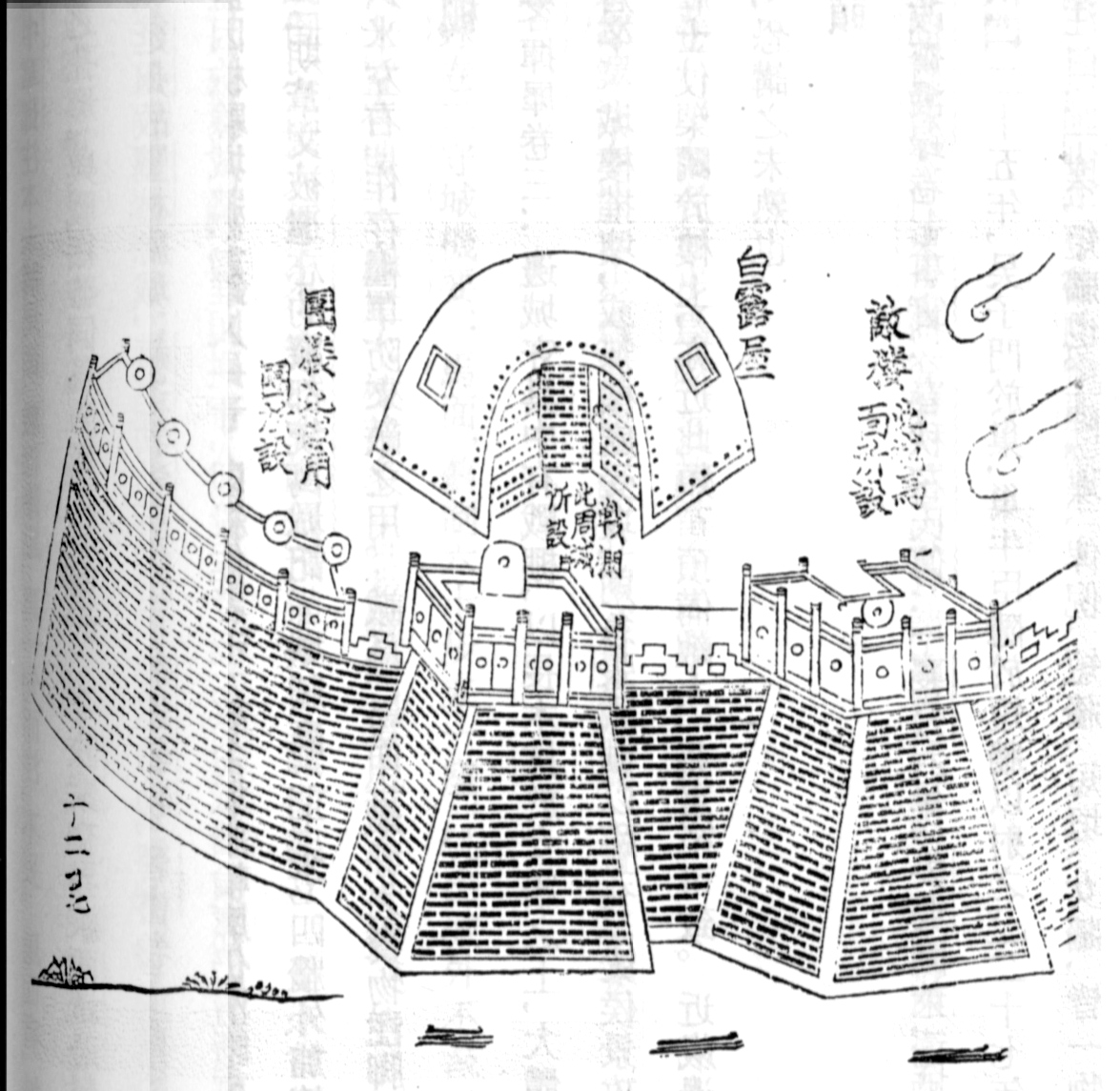
Diagrama de las torrecillas de la ciudad de Bianjing, por Wujing Zongyao.

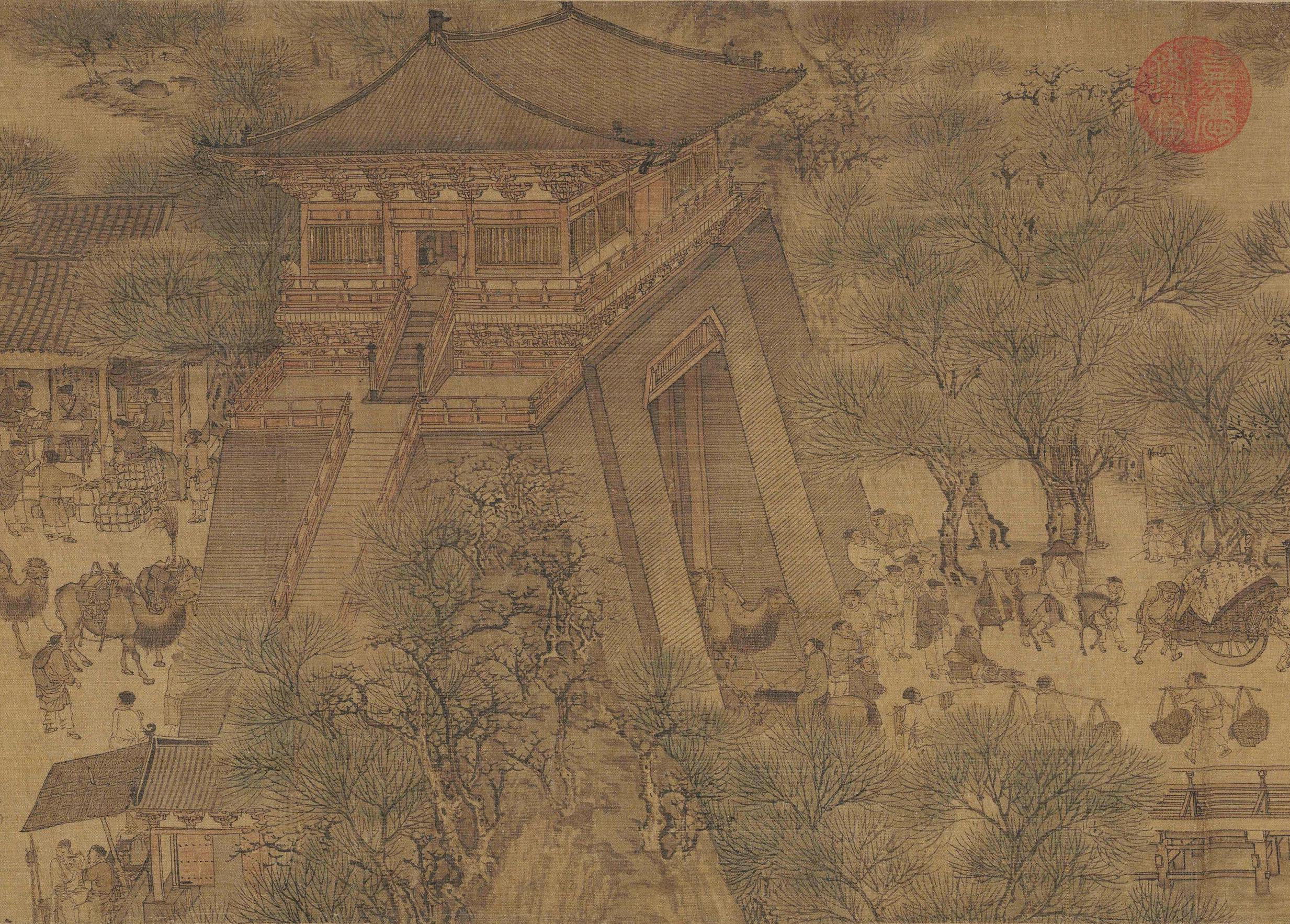
Puerta de la ciudad de Bianjing, detalle de la pintura El festival Qingming junto al río de Zhang Zeduan.

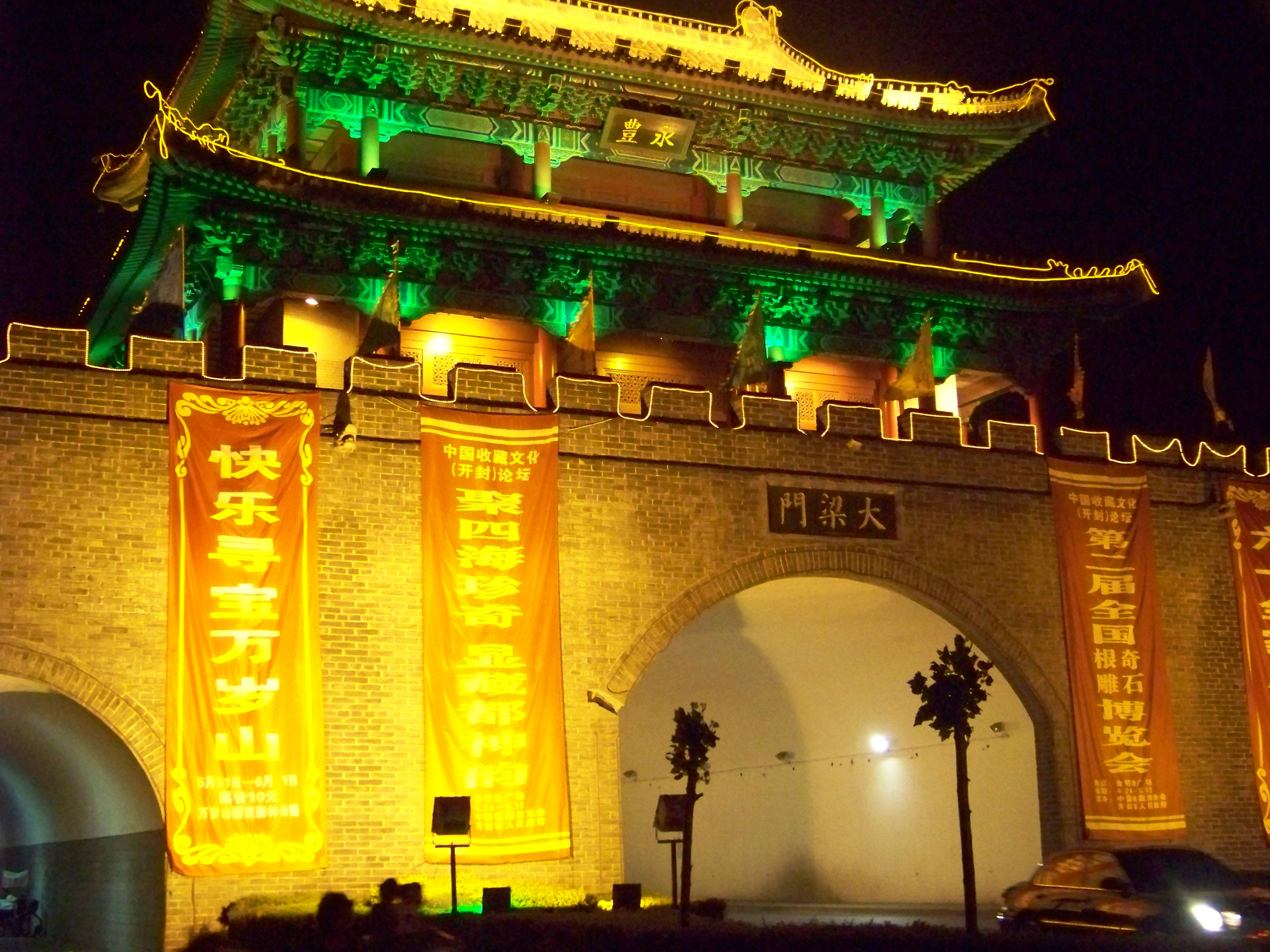
Muralla interior de Bianjing (reconstruida)

La planificiación de las antiguas capitales chinas siguió las directrices de Kao Gong Ji: una muralla cuadrada alrededor de la ciudad con varias puertas a cada lado y pasajes para el emperador. La capital de la dinastía Song del Norte no es una excepción. El exterior de la antigua ciudad de Bianjing se construyó durante el reinado del emperador Shenzong. El plano de la ciudad exterior de Bianjing es rectangular, la longitud de los lados norte y sur es de aproximadamente de 6000 m, los lados este y oeste son de aproximadamente de 7000 m, una forma casi cuadrada. La pared sur de la ciudad tiene tres puertas: la puerta Nanxun en el centro, la puerta Chenzhou en el este y la puerta Dailou en el oeste. La muralla oriental de la ciudad tiene cuatro puertas: la puerta de Dongshui, puerta Xinsong, la puerta de Xinchao y luna puerta vano en el noreste y el recinto occidental con cuatro puertas: la puerta de Xinzheng, una puerta vano, la Puerta de Wansheng y la Puerta de Guzi. La muralla norte tiene cuatro puertas: Puerta de Chenqiao, Puerta de Fengqiu, Puerta de Azufaifa y Puerta de Weizhou. La muralla exterior está rodeada por un foso de 30 metros de ancho llamada Guarda Dragón, cuyas riberas están bordeados por sauces. También había torrecillas en la pared, una cada 100 pasos. Las cuatro puertas centrales de cada lado del recinto estaban reservadas para el emperador. Teníann pasajes directos y solo dos juegos de puertas, mientras que las otras puertas de la ciudad teníanen pasajes en zigzag y estaban protegidas por tres juegos de puertas.
La pintura de Zhang Zeduan, un artista de la dinastía Song, titulada El festival Qingming junto al río, representa la puerta de Dongshui en detalle. El edificio en la parte superior tiene un techo estilo dinastía Song con cinco crestas suavemente inclinadas, sostenidas por dos conjuntos de vigas (dougong), la viga inferior se apoya sobre la puerta y formando una base de madera. Este método de utilizar un conjunto de vigas inferiores como base para soportar el resto de la estructura se menciona en el tratado  Yingzao Fashi  bajo el nombre  pingzuo, que literalmente significa «base plana».
La muralla de la ciudad está hecha de tierra apisonada, una técnica detallada en el siglo XII por el autor chino Li Jie en el tercer volumen de su manual Yingzao Fashi sobre fosos, bastiones y mampostería:
«Fundación: para cada cuadrado de chi, se aplica dos dan de tierra en la que extiendes una mezcla de ladrillos rotos, azulejos y piedras trituradas, lo mismo para dos dan. En cada capa de 5 cun de tierra, dos hombres de pie cara a cara, se amontonan seis veces con morteros y cada hombre 3 veces sobre una protuberancia; luego, golpeará cuatro veces sobre cada protuberancia, dos hombres se sitúan de pie cara a cara, cada uno golpeando dos veces la misma protuberancia, luego la apisonan dos veces, apisonando cada hombre al mismo tiempo. Después de esto, apisonarán la superficie con pilones o aplanarán con los pies aleatoriamente para igualar la superficie. Para cada espesor de 5 cun la tierra, se ha de apisar en 3 cun; para cada capa de ladrillos y piedras de 3 cun, se ha de presionar en un cun y medio».
En China antigua, todas las paredes de tapial usan una técnica de compresión de la tierra para que se haga más delgada a medida que se eleva, por lo que la parte inferior es más gruesa que la superior. Por lo tanto, la parte inferior de la pared exterior de la ciudad de Bianjing tiene más de 34 metros de ancho, mientras que su parte superior tiene solo 5 metros, para una altura de más de 9 metros. Esta técnica también se detalla en el libro de Li Jie:
«Norma para los muros de la ciudad: para cada altura de 40 chi, el ancho de la pared en la base se incrementará en la mitad de la altura, el ancho de la parte superior de la pared se reducirá a la mitad de la altura. El ancho de la base debe ser el mismo que el ancho de la base de la pared. Para cada longitud de 7,5 chi, se han de aplicar dos postes permanentes y dos travesaños, reforzados con madera y fardos de paja».
Durante la dinastía Song, la ciudad de Bianjing estaba rodeada por tres recintos, la muralla exterior de la ciudad, la muralla del centro urbano y el palacio en el centro. El centro urbano es rectangular, con tres puertas en cada lado. El complejo del palacio también es rectangular con cuatro torres de vigilancia en cada esquina. Hay cuatro puertas principales: la Puerta de Xihua al oeste, la Puerta de Donghua al este, la Puerta de Gongchen al norte y la Puerta de Xuande, también conocida como la Puerta de Duan o Xuandelou, al sur. La puerta de Xuande consiste en cinco paneles pintados de rojo y decorados con clavos de oro. Las majestuosas paredes del palacio están adornadas con dragones, fenghuangs  y nubes flotantes que combinan con las vigas talladas, el ático está pintado y el techo está hecho de azulejos. Dos cabezas de dragones brillantes (llamadas chi wei) están ubicadas en cada extremo agudo del borde superior del techo, con la cola de los dragones dirigida hacia el cielo. La función simbólica de chi wei se explica en el  Yingzao Fashi:
«Hay un dragón en el mar del Este, con la cola (wei) similar al halcón (chi), que alimenta las olas y es la causa de las lluvias, por lo tanto, las personas ponen su representación en los techos para evitar el fuego, pero erróneamente lo llamaron la cola del halcón (wei-chi)».
Una representación de la puerta de Xuande y sus cabezas de dragón fueron brillantemente pintadas por el emperador Song Huizong. Una tarde de 1112, vio la puerta de Xuande rodeada de nubes rojas, una manada de grullas blancas girando en el cielo, dos grullas colocadas encima de cada una de las cabezas de dragón en el techo. Creyendo que esto era una buena señal, pintó esta escena.
El camino al sur de la Puerta de Xuande es el «Bulevar Imperial», de unos doscientos pasos de ancho, con un corredor imperial a cada lado, donde los comerciantes podían abrir tiendas hasta 1112. Dos filas de Las reas negras se colocan en el centro del bulevar que prohíbe el paso de peatones y vehículos. A lo largo de la pared interna del recinto, hay dos filas de ladrillos que bordean el surco de agua imperial lleno de lotus. A unos 400 m al sur de la puerta de Xuande, el río Bian se une al Bulevar Imperial, un puente de piedra con balaustres planos llamado puente Zhou que aratravesaba el río. En primavera y verano, melocotones, ciruelos, perales y albaricoqueros adornaban las orillas del río con una gran variedad de flores. Este bulevar con su puente de piedra sobre el río fue imitado más tarde en la Ciudad Prohibida.

## Pagodas budistas

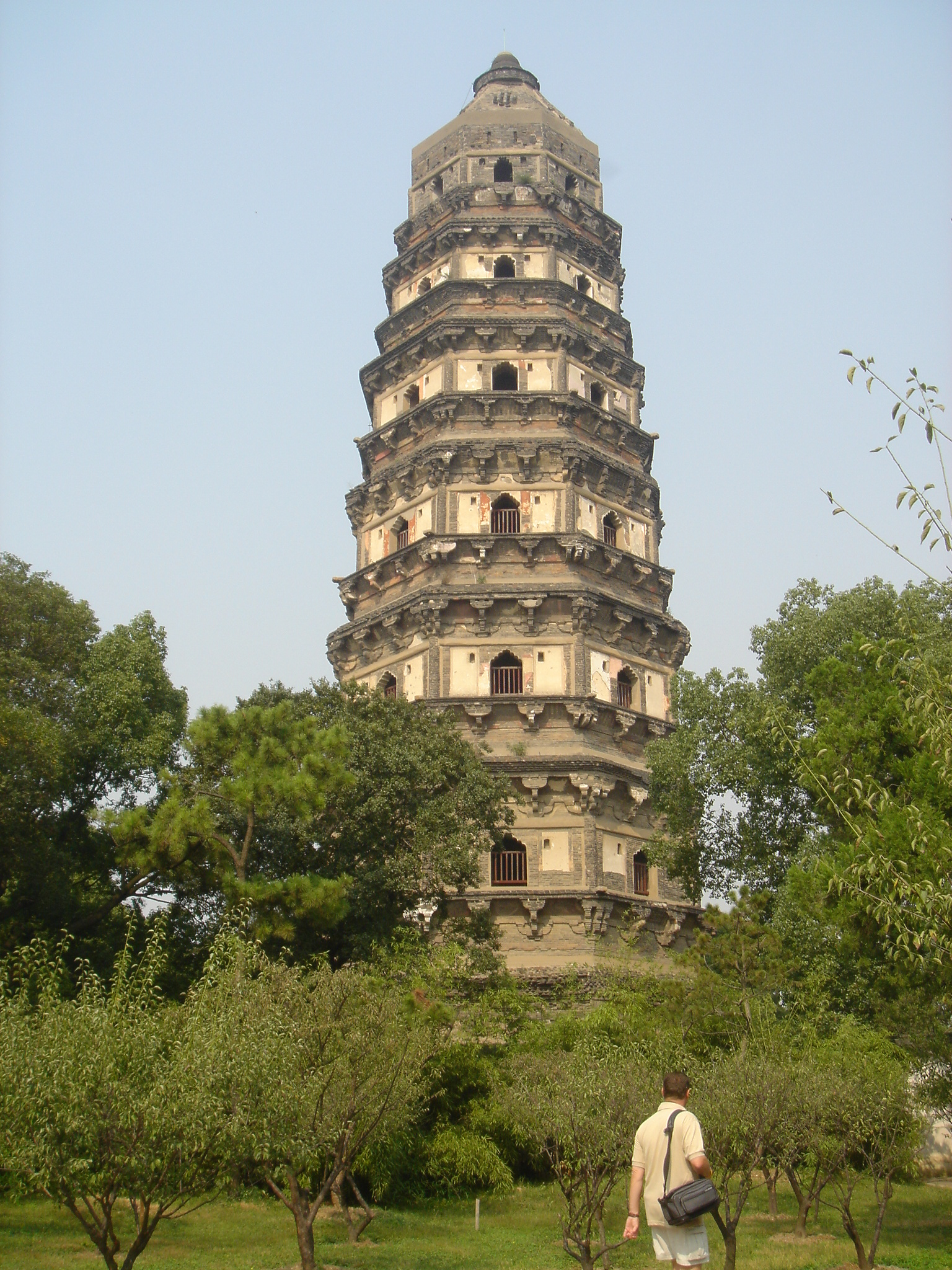
La Torre Huqiu, también conocida como pagoda Yunyan, fue construida en 961.

Después de la dinastía Han (202 a. C.-220), la estupa budista comenzó a formar parte de la cultura china como un medio de albergar y proteger los sutras. Durante la época de las dinastías Meridionales y Septentrionales, se erigieron distintivas pagodas chinas, que se distinguen de las altas torres de vigilancia y los apartamentos residenciales de la dinastía Han, un ejemplo de lo que se puede ver en las tumbas de la era Han. En el reinado de las dinastías Sui (581-618) y Tang (618-907), se reconstruyeron las pagodas chinas, la arquitectura hecha completamente de madera dio paso a la piedra y al ladrillo, especialmente para protegerse de los rayos e incendios provocados, también para evitar la descomposición natural de los materiales de madera.
La pagoda de ladrillo más antigua es la pagoda de Songyue construida en 523. Un buen ejemplo de una pagoda de piedra de la era Tang es la gran pagoda del ganso salvaje, edificada alrededor de 652. Si la influencia del budismo en China disminuyó al final del período Tang, durante la dinastía Song, se construyeron muchas pagodas budistas. Las altas pagodas chinas a menudo se construyen en el campo circundante en lugar de en las murallas de la ciudad, principalmente porque los chinos no querían competir con la autoridad imperial cósmica encarnada en las ciudades por las torres de tambores y las torres. .Sin embargo, algunas pagodas todavía se construyen dentro de la ciudad como la gran pagoda del ganso salvaje ubicada en la parte sur de la ciudad de Chang'an (actual Xi'an).
La Pagoda de Hierro del templo de Youguo en la ciudad de Kaifeng es un excelente ejemplo de la arquitectura de la era Tang. Originalmente construida en madera por el arquitecto Yu Hao, fue alcanzado por un rayo y quemada en 1044 durante el reinado de los Song del Norte. En 1049, la pagoda se reconstruyó tal como es hoy, a petición del emperador Song Renzong. Esta pagoda de forma octogonal se eleva a 5,.88 metros con un total de 13 niveles. La torre está adornada con azulejos de ladrillo esculpidos que representan figuras danzantes, ministros solemnes y temas budistas (ver la galería más abajo).

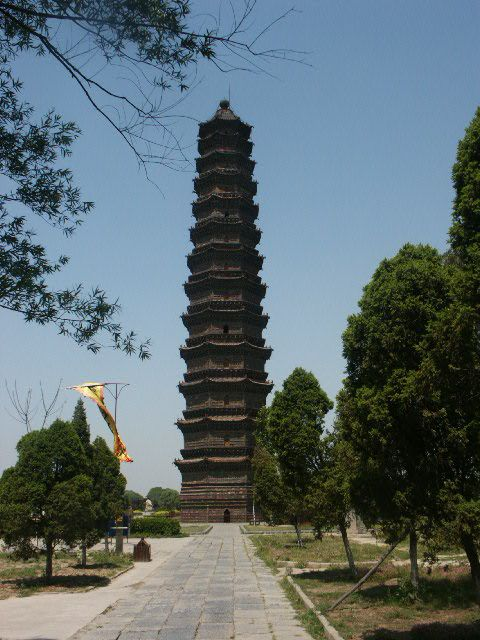
Pagoda de Hierro de Kaifeng, construida en 1049, de 56,88 m de altura.

Hay, sin embargo, verdaderas pagodas de hierro fundido en China, como la pagoda de hierro Yuquan en Dangyang, provincia de Hubei, construida en 1061 durante la dinastía Song del Norte. Esta pagoda pesa 53.848 kg (53 toneladas) de hierro fundido y mide 21,28 metros de altura. Al igual que las pagodas de madera, piedra o ladrillo de la era Song, esta pagoda de hierro tiene aleros de pendiente suave y una forma octogonal.
La pagoda Liuhe, o «Torre de las seis armonías», es otro ejemplo famoso de la arquitectura de la era Song. Se encuentra al sur de la capital Song Capital de Hangzhou, en la provincia de Zhejiang, al pie de la colina Yuelun, que da al río Qiantang. La pagoda original se destruyó en 1121 y la pagoda actual se reconstruyó a partir de 1156 y se completó en 1165. Se eleva a una altura de 59,89 m y está construida en ladrillos rojos con aleros de madera extendidos sobre 13 pisos. La pagoda Liuhe es de un tamaño considerable y, desde el principio, ha servido como un faro permanente para ayudar a los marineros a fondear en el medio de la noche. Bajo el reinado de los Song del sur, esta pagoda fue el monumento arquitectónico más famoso de la capital.
Las pagodas gemelas del Templo Kaiyuan de Quanzhou también son famosas en China. La primera pagoda, la pagoda Zhenguo, fue construida originalmente en madera durante el reinado del emperador Tang Yizong (860-873). El segundo edificio, la pagoda de Renshou, que también está hecha de madera, se construyó en el año 916. Después de haber sido destruida varias veces después de incendios y otras calamidades, la actual pagoda de Renshou se reconstruyó en piedra en 1228, mientras que la pagoda Zhenguo fue construida en piedra 10 años más tarde, en 1238, gracias al apoyo de un monje budista conocido como Bengong. La pagoda Renshou tiene 44,6 metros de altura, mientras que la pagoda Zhenguo es un poco más grande y alcanza los 48,24 metros.

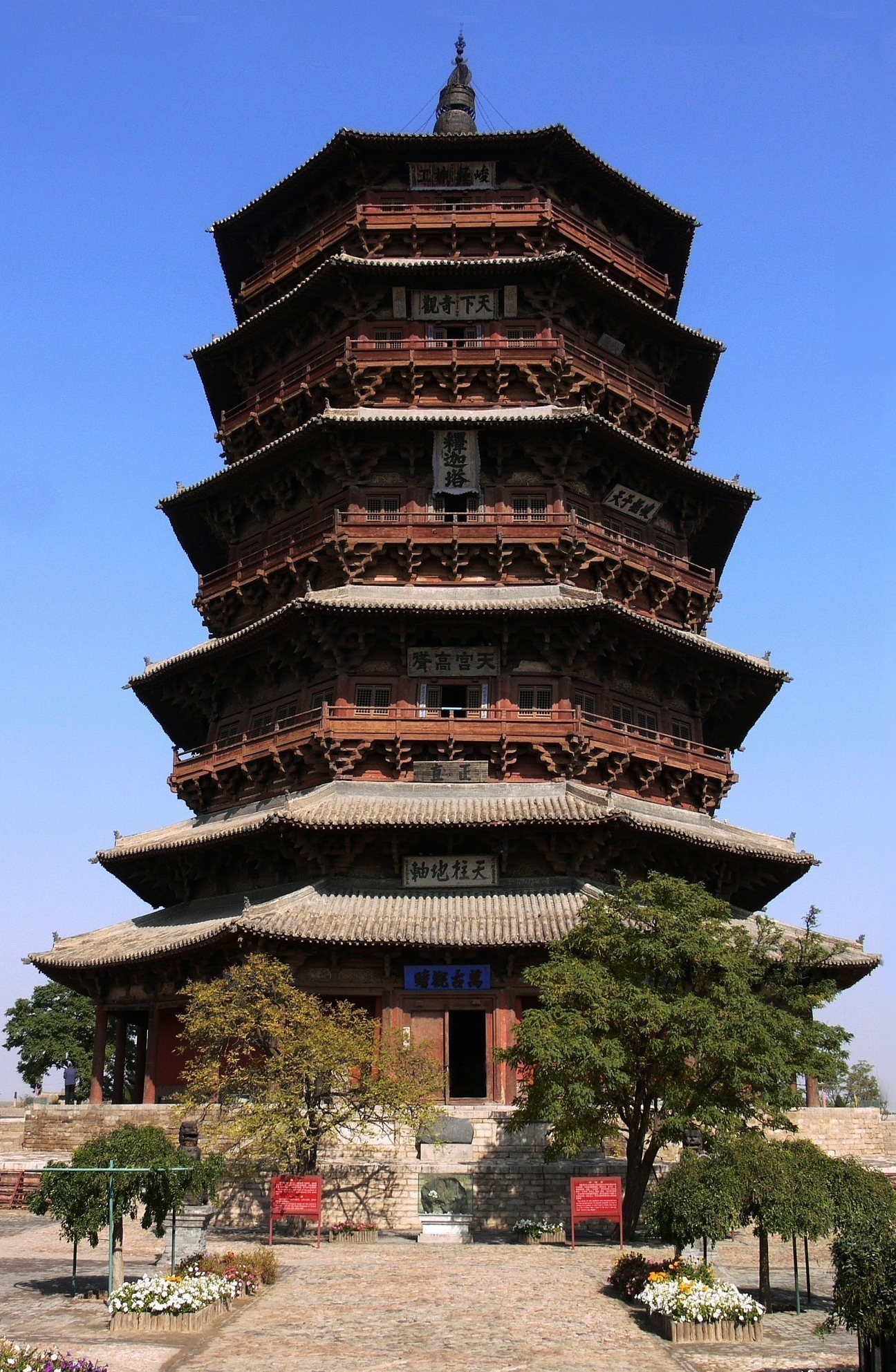
Pagoda de madera del templo Fogong, ubicada en Shanxi, de 67 m de altura, construida en 1056.

La Pagoda del Templo de Zhengjue, ubicada en el condado de Pengxian en la provincia de Sichuan (cerca de Chengdu), es una pagoda de ladrillo construida entre 1023 y 1026. Tiene una base cuadrada que descansa sobre una base de sumeru y consiste en trece pisos con un total de 28 metros de alto. Sus aleros múltiples son similares al estilo de la pagoda de la dinastía Tang encontrada en Chang'an, como la gran pagoda del ganso salvaje y la pequeña pagoda del ganso salvaje.
La dinastía Liao del norte también es famosa por sus pagodas budistas. Aunque muchas pagodas son de ladrillo y piedra, o pagodas híbridas hechas de piedra y madera, han sobrevivido al tiempo, la pagoda de madera más alta y más antigua que aún existe en China, que es la Pagoda del Templo Fogong, también llamada pagoda Sakyamuni. Ubicada en el condado de Ying de la provincia de Shanxi, esta pagoda octogonal fue construida en 1056 y es considerada la obra maestra arquitectónica del Templo Fogong. Este monumento tiene 67,13 m de altura, es decir, es más grande que la Pagoda de Hierro o la Pagoda de Liuhe de la Dinastía Song. La pagoda, que tiene alrededor de sesenta tipos diferentes de canecillos, está construida en un estilo similar a la Pagoda de Liuhe, con sus elaborados aleros de madera y azulejos curvos. Con otras, la Pagoda Fogong es un sitio que atrae a muchos turistas. Parece que la pagoda fue construida a petición del emperador Liao Daozong (Hongji) en el emplazamiento de la casa de la familia de su abuela. La pagoda ha alcanzado tal reputación que simplemente recibe el sobrenombre de Mu-ta (pagoda de madera).

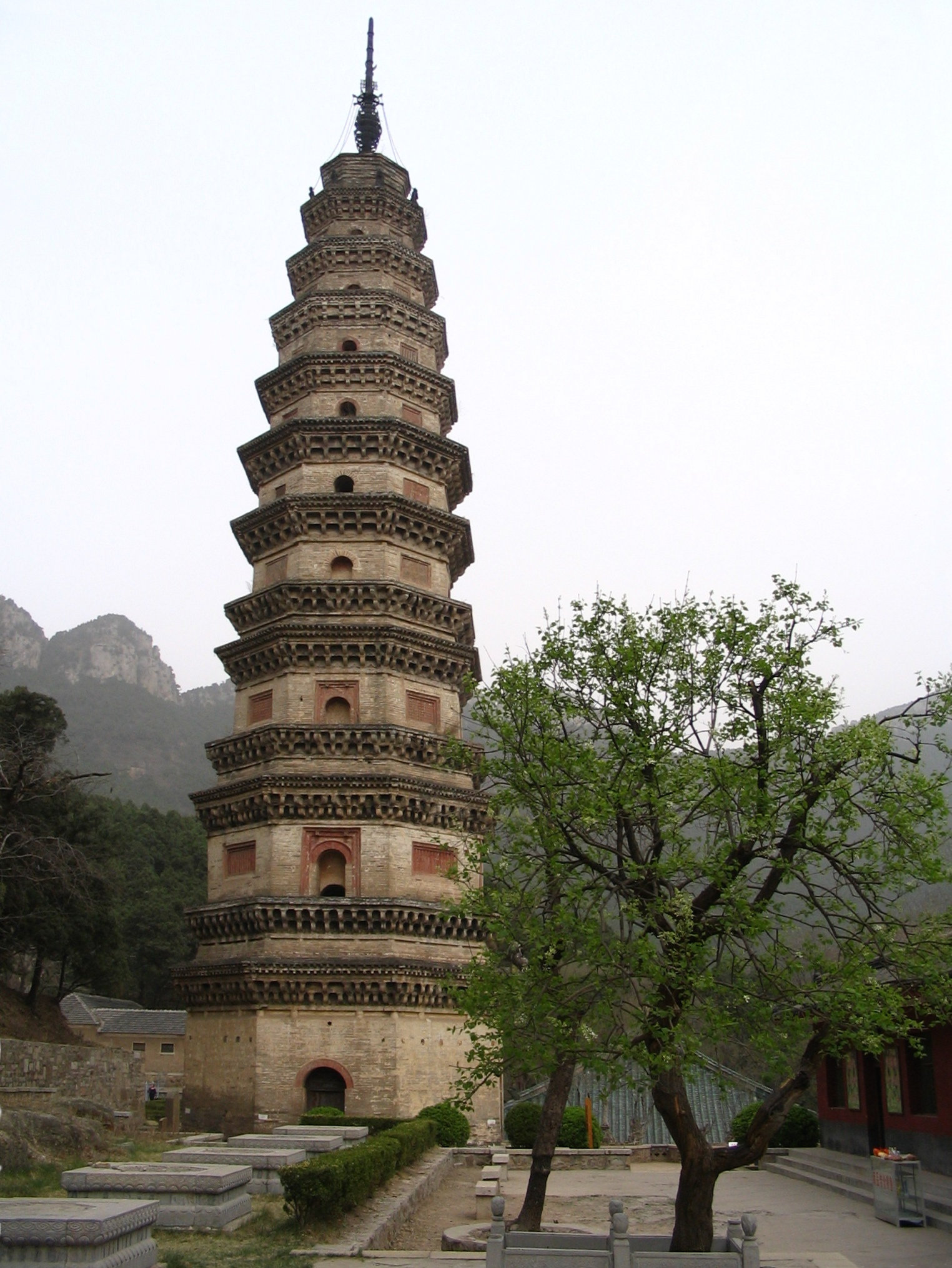
Pagoda Pizhi del templo Lingyan, provincia de Shandong, de 54 m de altura, construida en 1063.

También hay pagodas híbridas de madera y ladrillo, como la Pagoda Lingxiao, que data de 1045 y tiene 42 metros de altura. Los primeros cuatro pisos de esta pagoda octogonal están hechos de ladrillo con aleros de madera, mientras que los pisos superiores están hechos enteramente de madera. Incluso las pagodas de ladrillo y piedra cuentan con elementos arquitectónicos típicos de los edificios de madera chinos, como la pagoda Pizhi construida entre 1056 y 1063, que incluye codales dougong típicos de la arquitectura china de esa época, así como tejuelas en varios niveles en el techo. Estas dos pagodas incluyen una escalera interna, la de la pagoda Lingxiao que sube al cuarto piso, mientras que las escaleras de la pagoda Pizhi alcanzan el quinto. Sin embargo, la pagoda Pizhi tiene una escalera de caracol que permite a los visitantes visitar el noveno piso donde se encuentra el campanario de hierro.
Si la pagoda del templo de Fogong es la pagoda de madera más alta existente, la pagoda más grande de la era premoderna en China es la Liaodi. Completada en 1055, se eleva a 84 m y descansa sobre una plataforma octogonal. Sobrepasa a la pagoda Qianxun, ubicada en el centro de las Tres Pagodas de Dali, que tiene 69 m de altura y fue una vez la pagoda más grande de China cuando se construyó en el siglo IX bajo el Reino de Dali. La pagoda de Liaodi juega un papel religioso, como punto de referencia en el monasterio budista Kaiyuan de la provincia de Hebei. Gracias a su gran altura, también sirve como una torre fortificada militar utilizada para detectar los movimientos de los enemigos de la dinastía Kitán de los  Liao. Además de su papel como torres de vigilancia, las torres también pueden servir como grandes observatorios astronómicos. Este es el caso del observatorio astronómico de Gaocheng situado en Dengfeng, que fue construido en 1276.

## Templos

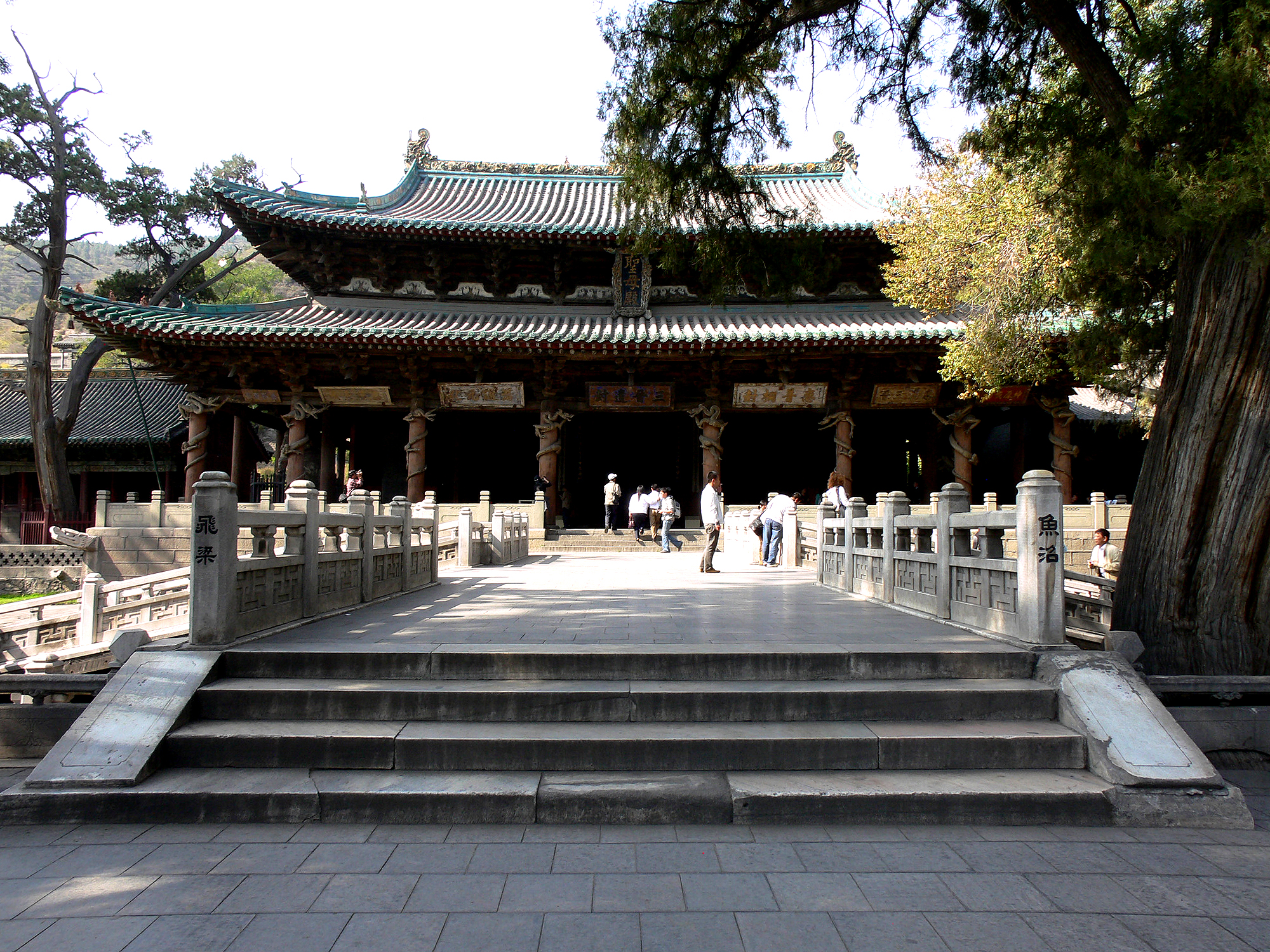
Templo de la Santa Madre, Taiyuán, construido en 1032.

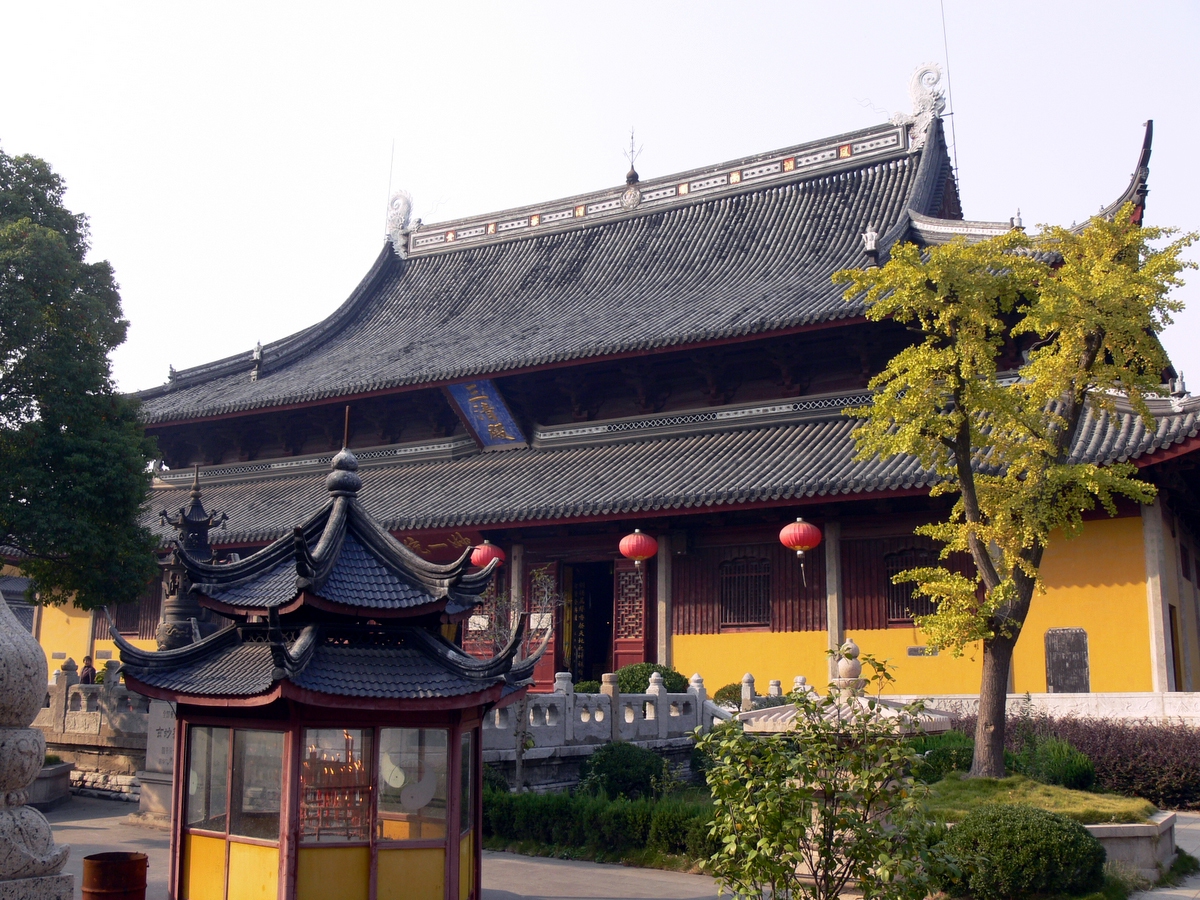
Pabellón de la Trinidad del Templo Xuanmiao, Suzhou.

El templo de la Santa Madre (圣母殿) y el pabellóno del sacrificio del templo Jin (晋祠), ubicado en el suburbioo sureste de la ciudad de Taiyuan, provincia de Shanxi, son dos ejemplos de la arquitectura de la dinastía Song que aún sobreviven. El Templo de la Santa Madre, que es el edificio principal del Templo Jin, fue construido inicialmente entre 1023 y 1032 antes de ser renovado en 1102. Tiene un techo doble con nueve crestas, dos cabezas de dragón con las mandíbulas abiertas están en ambos extremos de la cresta principal. El techo es apoyado por un dougong macizo que corresponde a los dibujos del tratado arquitectónico Yingzao Fashi. Las líneas de los aleros del templo están ligeramente curvadas hacia arriba en ambos extremos, lo cual es una característica de los edificios de la dinastía Song  y las columnas centrales de la fachada son más pequeñas, el tamaño de las columnas aumenta gradualmente a medida que uno se aleja del centro. El templo tiene un porche, que es el único ejemplo de este tipo de arquitectura. Las columnas de la fachada anterior están decoradas con dragones enroscados alrededor de las columnas. El puente en forma de cruz que conduce al Templo de la Diosa es una característica única de la arquitectura del sitio.
El pabellón de la trinidad del templo Xuanmiao (玄妙观) también llamado «templo del misterio», está situado en el corazón de la ciudad de Suzhou. Es un buen ejemplo de la arquitectura Song. En 1982, el gobierno chino lo declaró como un elemento del patrimonio mundial en la clasificación de la arquitectura de la dinastía Song.

## Puentes

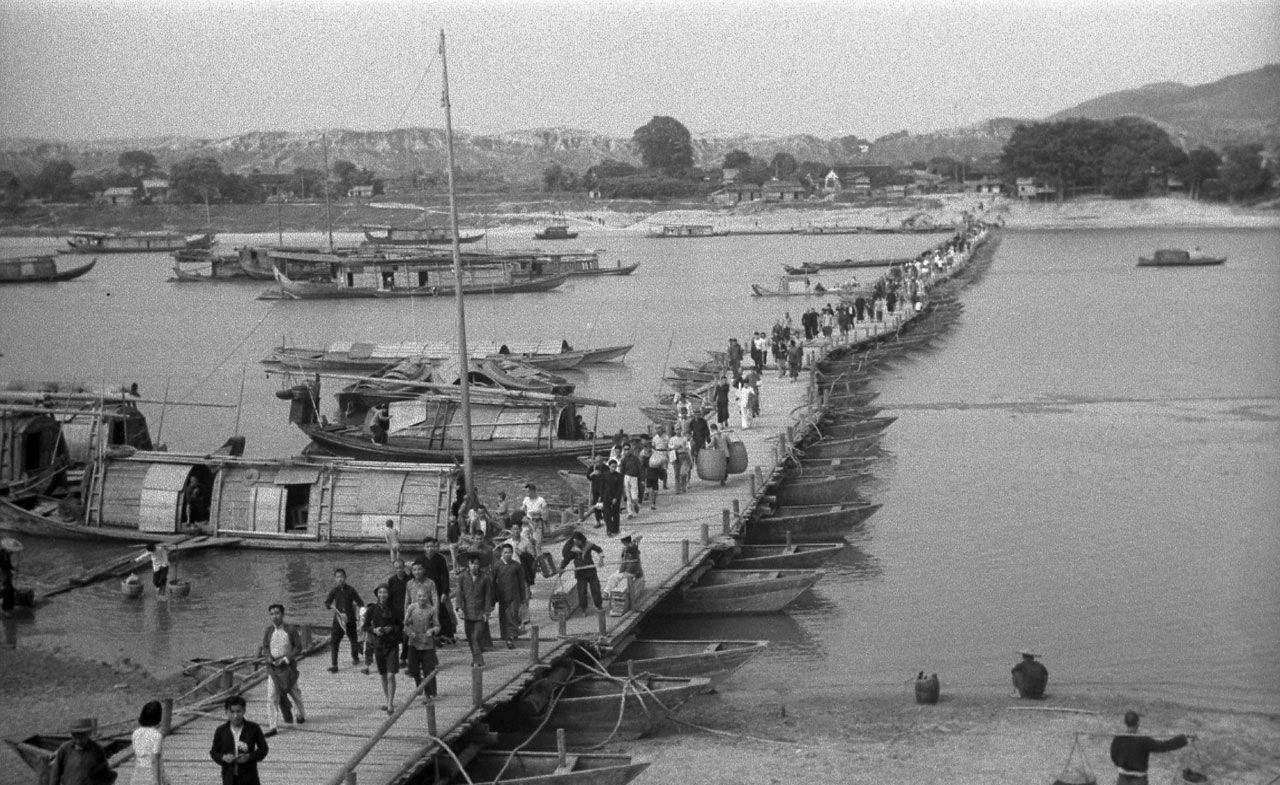
Puente Dongjin en 1940.

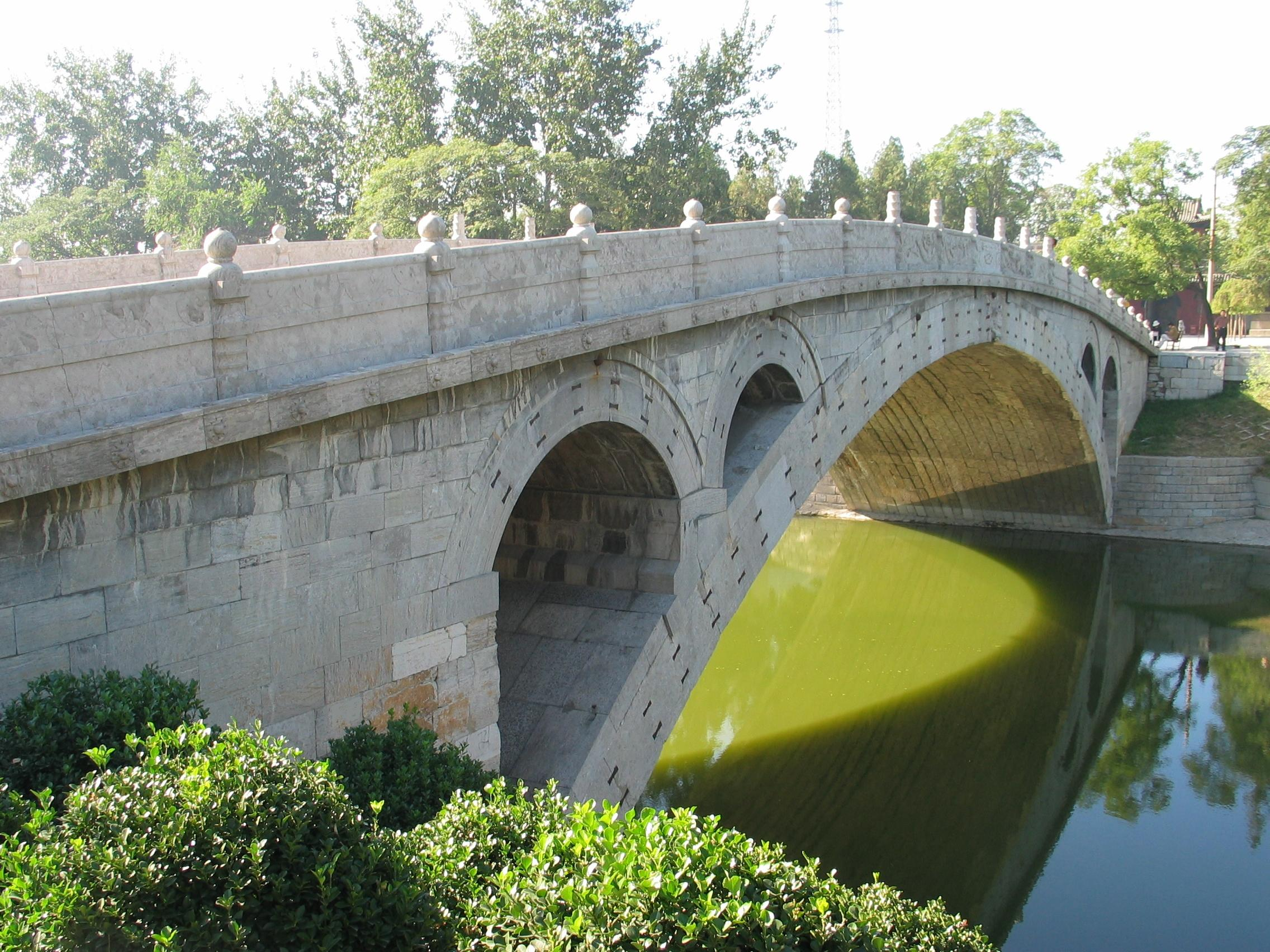
Puente Zhaozhou que data de 605, un puente de arco segmentado que más tarde inspiró la construcción de puentes chinos como el Puente Yongtong construido bajo la dinastía Song.

Los puentes en los ríos se conocen en China desde la antigua dinastía Zhou, y los puentes flotantes ya se mencionaron durante la era Zhou. Entre los puentes flotantes de la dinastía Song se encuentra el puente Dongjin, que tiene 400 metros de largo y aún es visible hoy en día. Los puentes de la dinastía Zhou a menudo están construidos completamente de madera, aunque algunos tienen pilares de piedra. En China, el primer puente construido en piedra es un puente de arco que se remonta a 135, que abarca un canal de transporte en la capital Han, Luoyang. Gracias a los brillantes ingenieros como Li Chun de la dinastía Sui, el gran puente de Zhaozhou fue construido en 605. Este puente es famoso por ser el primero en el mundo hecho completamente de piedra, un puente de arco segmentario con enjutas de piedra. De hecho, en Europa, el puente de Trajano que se extiende por el Danubio y cuyo nombre proviene del emperador romano Trajano, tiene enjutas de madera. El Puente Zhaozhou continuó influyendo en la construcción de puentes chinos a partir de entonces. Este es el caso, por ejemplo, del puente Yongtong cerca de Zhaoxian en la provincia de Hebei. Este puente de piedra mide 26 metros de largo y fue construido en 1130 por el ingeniero Pou Qianer.
Durante la dinastía Song, la construcción de puentes alcanzó un grado aún mayor de sofisticación. Hay puentes grandes como el construido por Zhang Zhongyan en 1158, pero también puentes de piedra, como el puente Ba Zi en Shaoxing construido en 1256. Los puentes a menudo tienen en el tramo central un pabellón al estilo chino, decorado con obras pictóricas, como pinturas de paisajes de Xia Gui (1195-1224). También hay puentes que consisten en un largo corredor cubierto, como el Puente del Arco Iris Wuyuan en la provincia de Jiangxi, que data del siglo XII y tiene grandes pilares de piedra y un armazón superior. de madera. Mientras que fue administrador de Hangzhou, el famoso poeta, escritor y funcionario chino Su Shi (1037-1101) dio su nombre a un gran calzada peatonal construida en el Lago Oeste, que todavía lleva su nombre, sudi (苏堤). En 1221, el viajero taoísta Qiu Changchun, que visitó a Genghis Khan en la ciudad de Samarcanda, describe los diversos puentes chinos que observó durante sus viajes a través de  las montañas Tian Shan, al este de Gulja. El historiador Joseph Needham lo cita:

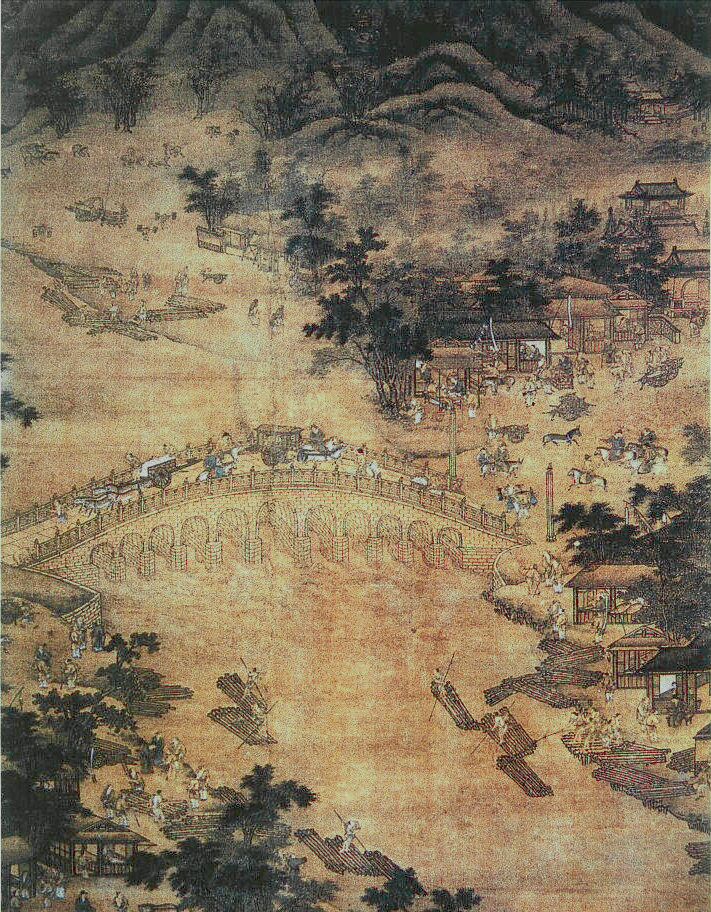
Puente de Marco Polo o puente Lugou, construido entre 1189 y 1192 (el puente actual fue reconstruido en 1698).

«[La carretera tenía] no menos de 48 puentes de madera de tal anchura que dos carros pueden rodar uno al lado del otro. Fueron construidos por Chang Jung [Zhang Rong] y otros ingenieros de Chagatai hace unos años. Desde el siglo III a. C., los caballetes de madera de los puentes chinos eran indudablemente similares a los que se suponía que habían sido utilizados para el puente de Julio César en el Rin (que data del 55 a. C.), o dibujados por Leonardo da Vinci, o que fueron utilizados en África. ¿Pero dónde en el siglo XIII, en Europa, podríamos encontrar una carretera de dos carriles como la de Chang Jung?».
En la provincia medieval de Fujian, enormes puentes de troncos se construyeron durante la dinastía Song. Algunos de estos puentes alcanzan una longitud de 1219,20 metros, la longitud de los ojos individuales miden hasta 22,33 metros de largo. La construcción de tales obras requiere el desplazamiento de piedras macizas que pesen hasta 200 toneladas5. Desafortunadamente, ninguno de los nombres de los ingenieros de los puentee de Fujian ha sido registrado y no hay inscripciones en los puentes. Los únicos nombres en estos puentes son los de los funcionarios locales en ese momento que patrocinaron y supervisaron su construcción y reparación. Sin embargo, el historiador Joseph Needham señala que pudo haber una escuela de ingeniería en Fujian dirigida por un destacado ingeniero conocido como Cai Xiang (1012-1067). Es un erudito, autor de libros sobre lichis y té, que se convirtió en prefecto de Fujian. Cerca de Quanzhou, Cai Xiang planificó y supervió la construcción del gran puente Wanan (antes del puente de Luoyang, construido entre 1053 y 1059), un puente de piedra similar a otros puentes de Fujian. Este puente, aún en pie hoy en día, presenta pilares que son característicos de los barcos unidos a sus bases utilizando el mucílago de ostra como adhesivo. Sus dimensiones son 731 metros de largo, 5 metros de ancho y 7 metros de alto.

## Tumbas de emperadores Song del norte

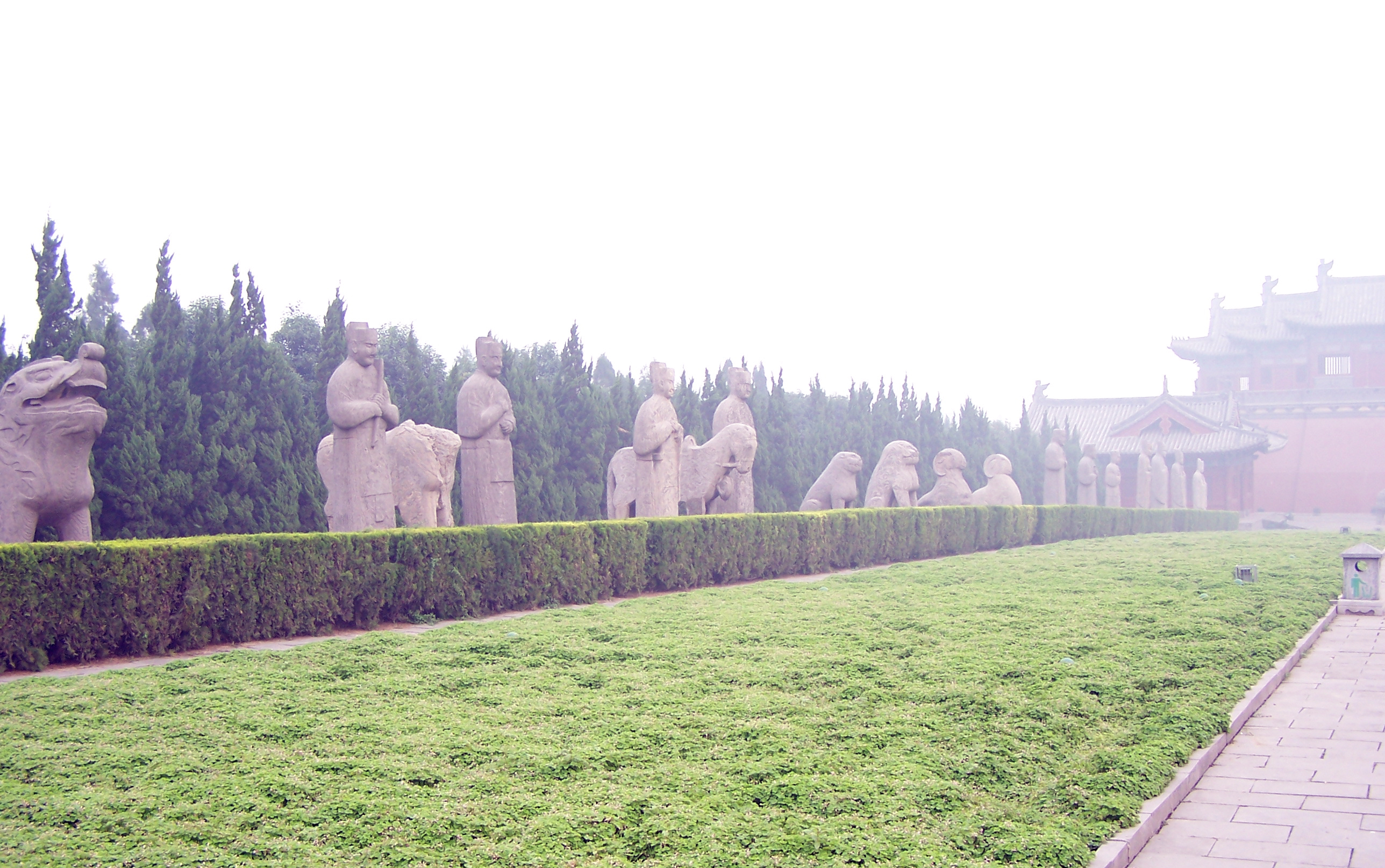
Estatuas a lo largo de una avenida del complejo funerario.

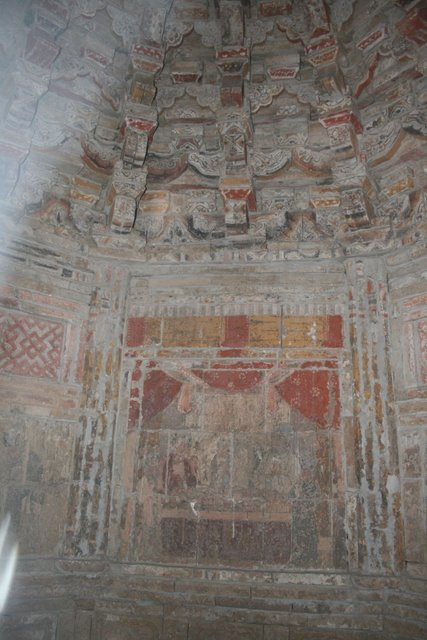
Frescos y dougong en la tumba de Song Silang, dinastía Song del Norte, ubicada en Luoyang.

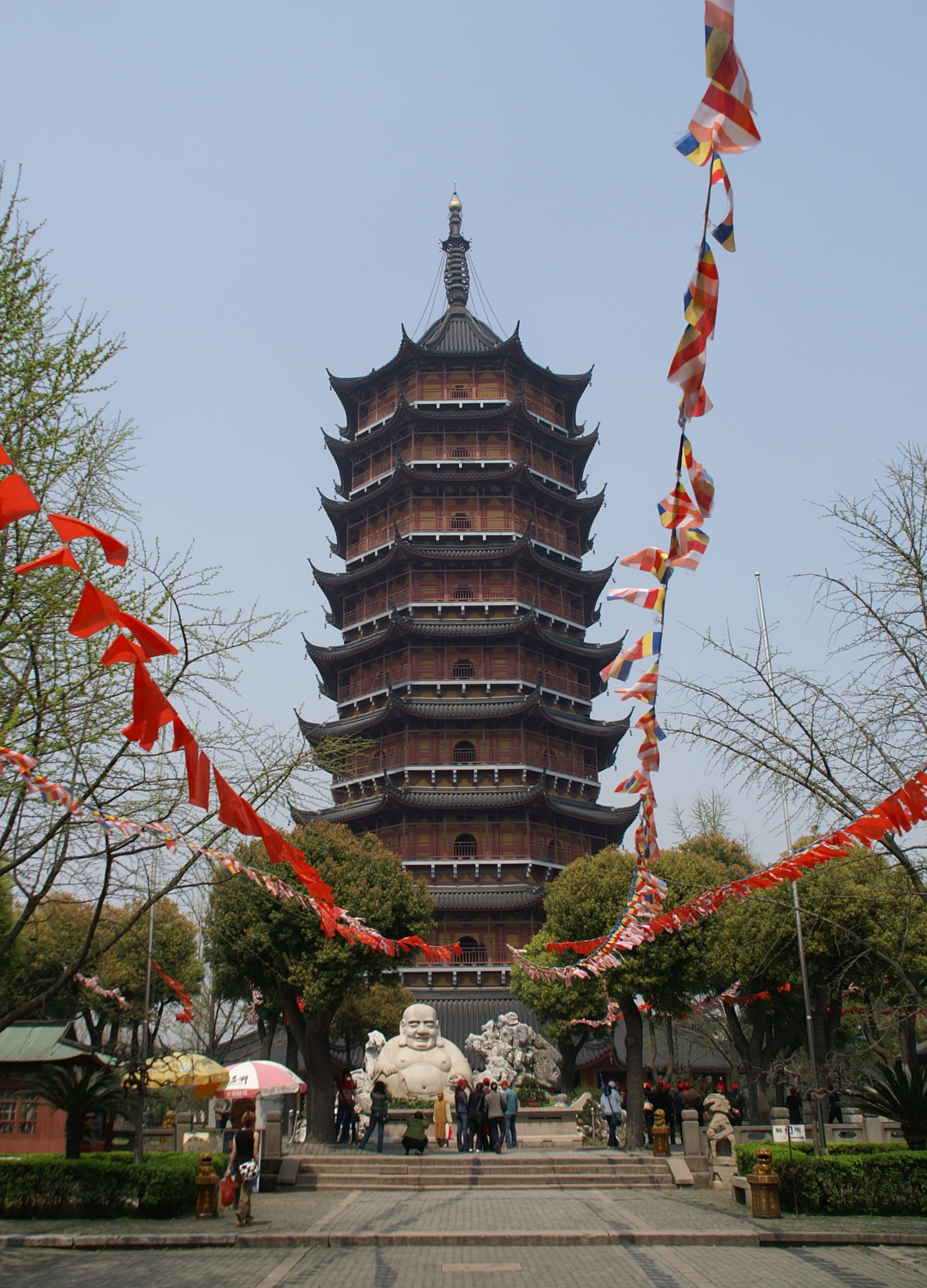
Reconstruida durante la Dinastía Ming, la Pagoda Beisi fue concebida entre 1131 y 1162 durante la Dinastía Song; alcanza los 76 m de altura.

Situado al suroeste de la ciudad de Gongyi, en la provincia de Henan, el enorme sitio funerario de la dinastía Song del Norte incluye un total de casi 1000 tumbas, incluidas las tumbas individuales de emperadores Song, emperatrices, príncipes y princesas, así como de la familia imperial. El complejo cubre un área de aproximadamente 7 km de este a oeste a lo largo de 8 km de norte a sur. La construcción del sitio comenzó en 963, bajo el reinado del primer gobernante Song, el emperador Taizu, cuyo padre también fue enterrado en el sitio.  Los únicos emperadores de la dinastía Song del Norte que no fueron enterrados en el complejo son los emperadores Song Huizong y Qinzong, que murieron en cautiverio como resultado del incidente de Jingkang que marcó la invasión del norte de China por la dinastía Jin en 1127.
Las avenidas del complejo fúnebre están alineadas con cientos de esculturas y estatuas que representan tigres, carneros, leones, caballos y palafreneros, bestias con cuernos, y criaturas míticas, funcionarios del gobierno, generales, embajadores extranjeros y otras personalidades que constituyen un gran escaparate de la cultura bajo la dinastía Song.
La disposición y el estilo de las tumbas de la dinastía Song se asemejan a los del reino contemporáneo de los Tangut de la dinastía Xia occidental, que también posee un sitio funerario auxiliar asociado a cada tumba. En el centro de cada enterramiento se encuentra una tumba piramidal truncada, cada tumba protegida por un recinto de cuatro paredes, con cuatro puertas centrales y cuatro torres en los ángulos.
Aproximadamente a 100 km de Gongxian se encuentra la tumba excavada en Baisha, que es un buen ejemplo de la arquitectura funeraria subterránea del período Song, con «elaboradas reproducciones de ladrillos de estructuras de madera chinas que van desde las puertas del dintel hasta pilares y bases hasta los juegos de codales que adornan las paredes interiores». La tumba de Baisha se compone de dos grandes salas separadas con techos en forma de cono, que conducen a la puerta de entrada de la tumba subterránea por una amplia escalera.

## Manuales de arquitectura
En la época de la dinastía Song, ya hay libros dedicados a la arquitectura que incluyen descripciones arquitectónicas de lo más sofisticadas, como Yili Shigong, escrito por Li Ruogui en 1193. Uno de los libros más célebre es sin embargo, es el más antiguo Mu Jing (literalmente: «manual de carpintería»), atribuido a un maestro carpintero (Du Liao Jiang) conocido como Yu Hao, que fue escrito entre 965 y 995. Yu Hao fue le responsable de la construcción de la elegante pagoda de madera de Kaifeng, que lamentablemente fue destruida por un rayo y reemplazada por la pagoda de Hierro hecha de ladrillo.
En esa época, los libros sobre arquitectura se consideraban poco eruditos porque se asociaban asociados con la artesanía de la clase media y, por lo tanto, ni siquiera eran registrados en la bibliografía oficial imperial. Aunque el Manual de la carpintería se pierde en la historia, el científico y político Shen Kuo político menciona este libro en detalle en su libro Meng xi bi tan ensayo escrito en 1088, alaba este libro que describe como una obra de genio arquitectónica. Varios años después, en 1100, el arquitecto Li Jie (李誡; 1065–1110)  escribió Yingzao Fashi, literalmente Tratado de métodos arquitectónicos o Estado de los estándares de construcción. Aunque existieron antes otras obras arquitectónicas, como la Yingshan Ling ( "Leyes de la construcción nacional") aparecieron en la dinastía Tang (618-907), el Tratado de Li Jie es el manual más antiguo existente sobre técnicas arquitectónicas chinas que ha sobrevivido íntegro.

### El tratado Yingzao Fashi
En su juventud, Li Jie recibió una buena educación y su padre era el ministro de Ingresos en la corte Song. Antes de interesarse por la arquitectura, Li Jie publicó libros sobre geografía, historia y filología, y también fue pintor. Cuando Shen Kuo era funcionario de la Administración Central, Li Jie era funcionario prometedor asignado a la Oficina de Sacrificios Imperiales, antes de ser transferido a la Dirección de Edificios y Obras Públicas en 1092, donde muestra sus cualidades como arquitecto.
Entre 1097 y 1100, corrigió muchos tratados arquitectónicos. Cuando completó su trabajo escrito en 1100, presentó su obra al emperador Song Zhezong, que llegó al final de su reinado. Su sucesor, el emperador Song Huizong, publicó oficialmente el libro de Li Jie tres años más tarde en 1103, el libro fue utilizado por capataces, arquitectos y artesanos analfabetos. Su libro tenía como objetivo no solo proporcionar un conjunto unificado de estándares arquitectónicos para las agencias de ingeniería civil del gobierno central, sino también para los numerosos talleres y familias artesanales de toda China que pudieran beneficiarse de la ayuda de un manual oficial bien escrito sobre arquitectura y prácticas de construcción. Gracias al éxito de su libro, Li Jie fue promovido por Huizong al puesto de Director de construcción del palacio.Qinghua Guo, 1998, p. 5 Posteriormente, su reputación se ve reforzada por su visión y el control para conseguir edificios administrativos, los apartamentos del palacio imperial, puertas y torres y el templo ancestral de la dinastía Song y varios templos buddistas. En 1145, Wang Huan7 publicó una segunda edición de Yingzao Fashi.

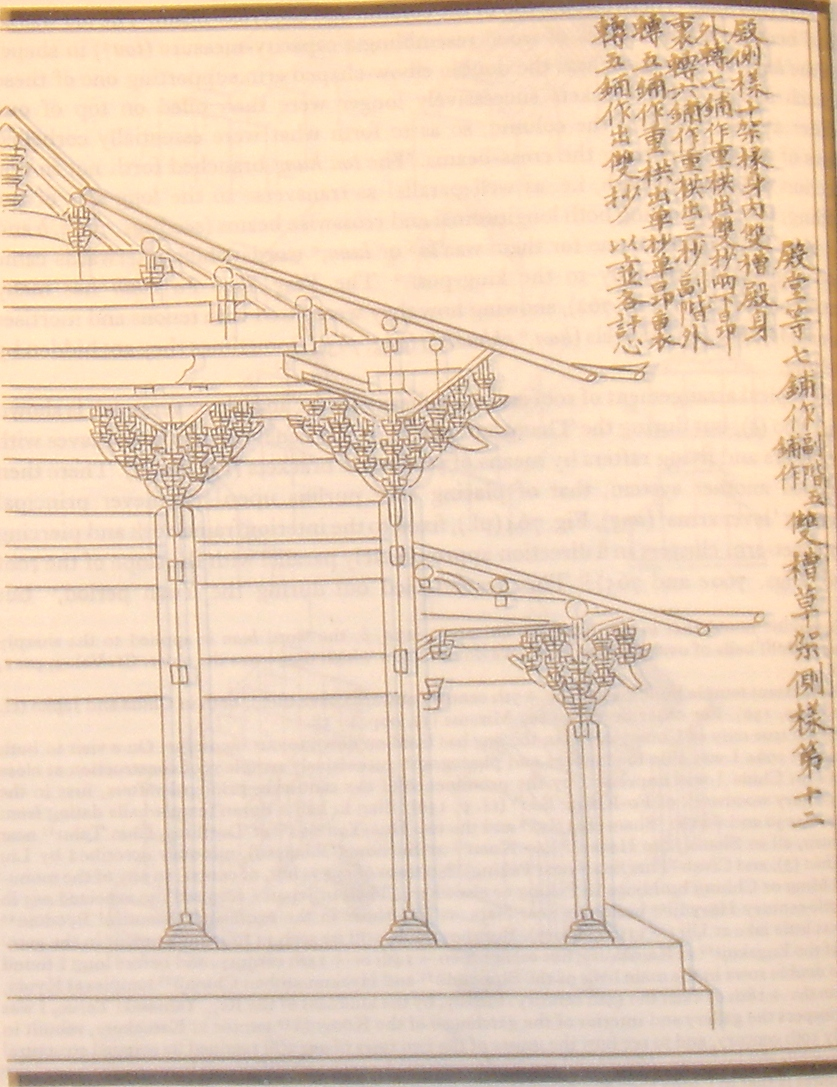
Esquema del manual de arquitectura de Li Jie, el Yingzao Fashi, impreso en 1103.

El Yingzao Fashi incluye las normas y reglas arquitectónicas para la construcción de edificios, así como las informaciones contables, materiales para ser utilizados y la clasificación de los diferentes oficios. Compuesto por 34 capítulos, el libro describe las unidades de medida,Qinghua Guo, 1998, p. 1 la construcción de fosos y fortificaciones, piedra tallada, carpintería y ebanistería. Contiene especificaciones técnicas y diagramas para la realización de canecillos y vigas, talla de madera, el arte de la perforación y el aserrado, el trabajo de bambú, la colocación de azulejos, la construcción de muros, pero también arte decorativo y pintura, recetas para pintura, esmaltes y recubrimientos, proporciones de mezclas para hacer mortero, ladrillos, baldosas cerámicas.
El libro describe en detalle la carpintería, proporcionando las dimensiones estándar de todos los componentes utilizados.
Li Jie desarrolló un sistema estándar de 8 grados para las dimensiones de varios elementos de madera, conocido como la unidad de medida cai-fen, que se puede aplicar universalmente a todos los edificios.Qinghua Guo, 1998, pp. 6-7 Alrededor del 8% del libro proviene de documentos arquitectónicos anteriores, mientras que la mayoría del libro está documentado por tradiciones heredadas de artesanos y arquitectos.Qinghua Guo, 1998, p. 4 Yingzao Fashi incluye un glosario completo de términos técnicos, así como fórmulas matemáticas, proporciones de construcción y elementos topográficos para determinar la manera de construir en diferentes sitios. El libro también contiene el costo financiero para el equipo necesario y la contratación de artesanos y trabajadores de diferentes niveles de habilidades, todo sobre la base de una jornada laboral.

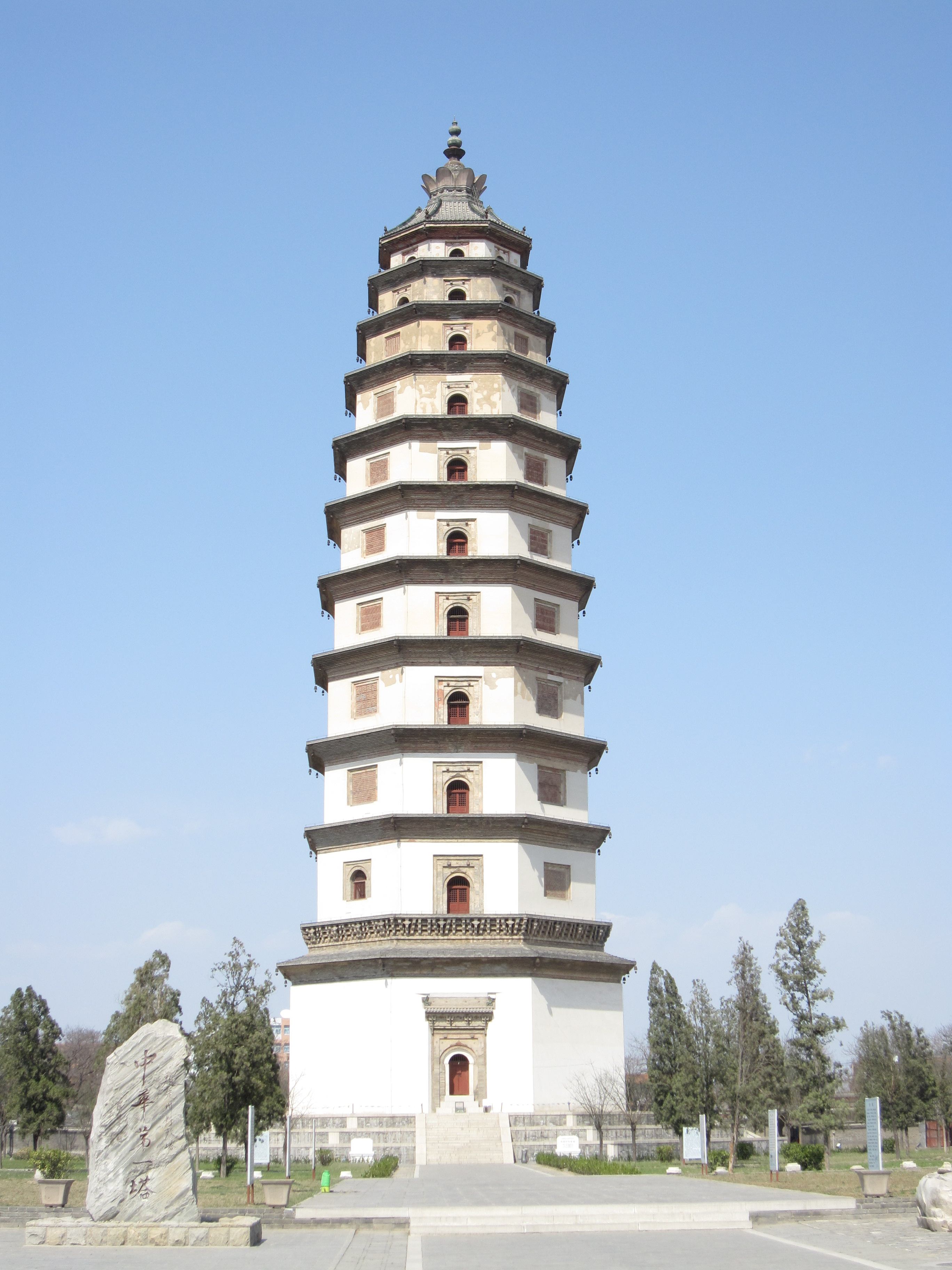
La pagoda Liaodi de Hebei, construida en 1055 durante el reinado de los Song del Norte.

En 1919, al arquitecto Zhu Qiqian le intrigó la lectura de una copia de Ding Yingzao Fashi que data de 1145 en la biblioteca provincial de Nankín y luego decidió crear el Instituto para la Investigación sobre la arquitectura china (Zhongguo Yingzao Xueshe). Poco después, un fragmento de media página del trabajo publicado durante la dinastía Song fue descubierto en documentos de la dinastía Qing. El arquitecto Tao Xian luego cotejará, primero, la edición de la Ding del Yingzao Fashi y, en segundo lugar, las ediciones existentes en las bibliotecas Wenyuan y Jiang. Reformó casi 100 dibujos de líneas originales realizándolos en color según las notas de Li Jie y compilarlos de acuerdo con el estilo del fragmento de la época Song. Este libro se publicó en 1925 en una edición de lujo (en lo sucesivo, edición de Tao). El Instituto de arquitectura chino comenzó entonces a estudiar el libro con más detalle, 11 pero de manera más general, esta publicación suscita un vivo interés mundial por la arquitectura china. Este es el caso por ejemplo del sinólogo franco-suizo y escritor Paul Demiéville, el científico británico W. Perceval Yetts o incluso el erudito japonés Takuichi Takeshima. El libro de Tao Xian se reeditó en 1989  y se lanzó una versión de bolsillo en 2006.
En 1932, otra edición de Yingzao Fashi, que data de la dinastía Song, fue descubierta en la Ciudad Prohibida. El historiador de arquitectura Liang Sicheng y el arquitecto Liu Dunzhen, ambos miembros del Instituto de arquitectura china, se comprometieron a revisar esta nueva edición de la Ciudad Prohibida con la edición Tao, y evidenciaron omisiones significativas en esta última. Publicaron el resultado de su investigación en 1932. Por su parte, Liang Sicheng publicó en 1963 una primera versión anotada de su Yingzao Fashi. Desde 1925, Liang Sicheng había dedicado casi cuarenta años a su investigación sobre Yingzao Fashi cuando murió en 1972, antes de la publicación de una segunda versión de Yingzao Fashi anotada. Fue publicado póstumamente en 1980 por la Universidad Tsinghua y se enriqueció con modernos esquemas de ingeniería.

### El manual de carpintería de Shen Kuo

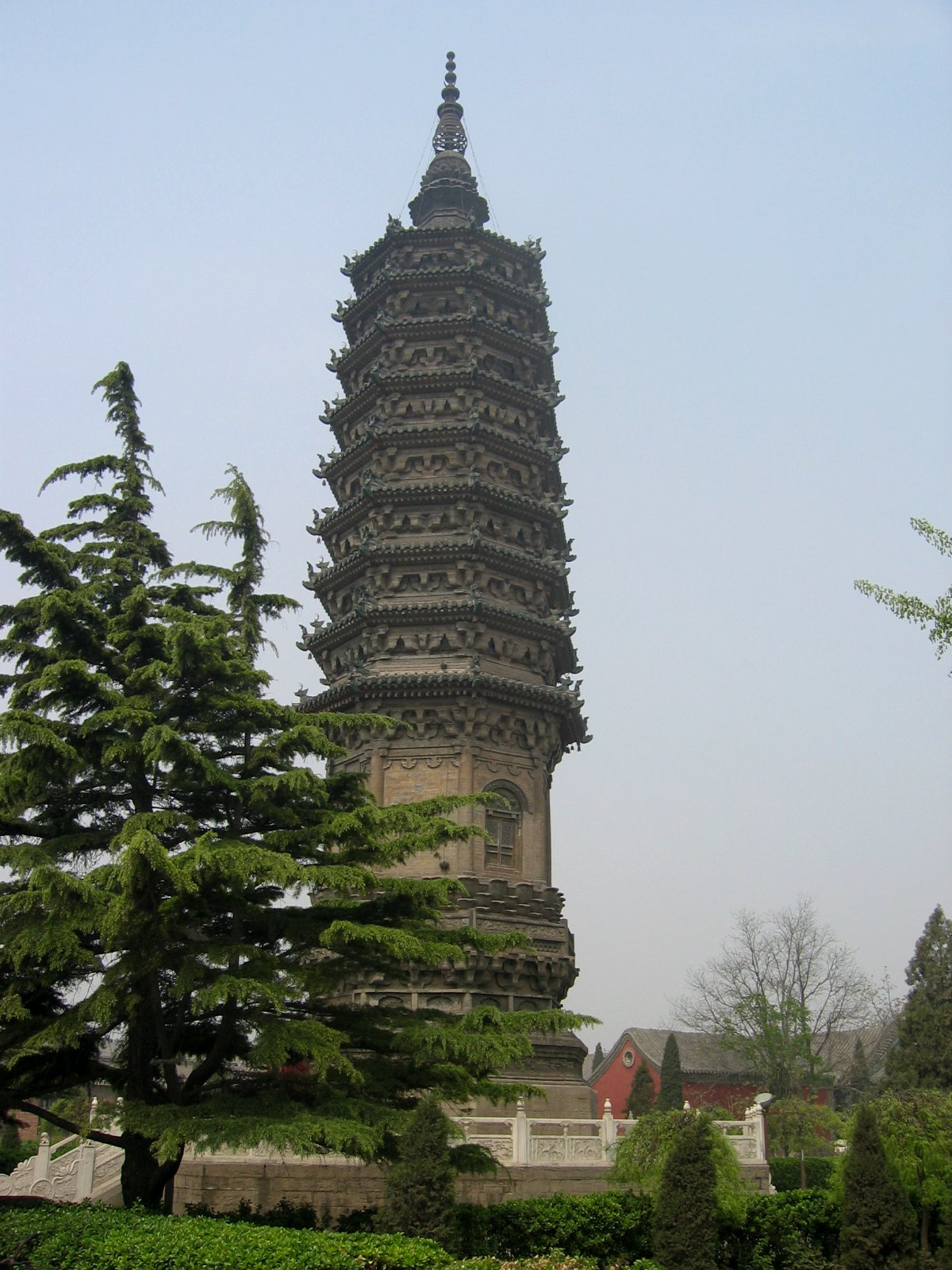
Pagoda Chengling de Zhengding, provincia de Hebei, construida entre 1161 y 1189 durante el reinado de la Dinastía Jin.

En su libro Mengxi Bitan de 1088, el erudito y político Shen Kuo fue uno de los que trabajó para mejorar el trabajo de arquitectura e ingeniería de los escritos del arquitecto Yu Hao, quien construyó la pagoda de madera de la antigua capital de Kaifeng. Shen Kuo describe una escena en la que Yu Hao aconseja a otro arquitecto artesano:
«Cuando Qian (Weiyan) fue gobernador de las dos provincias de Zhejiang, autorizó la construcción de una pagoda de madera en Fantian Si (templo Brahma del paraíso) en Hangzhou [...]. Mientras estaba en construcción, el general Qian trepó a la cima del templo y estaba preocupado porque estaba tambaleándose un poco. Pero el gerente del proyecto explicó que, dado que las baldosas aún no se habían colocado, la parte superior aún estaba descubierta, por lo tanto, de ahí ese efecto. Entonces pusieron todas las tejas, pero la oscilación continuaba como antes. Perplejo acerca de qué hacer, en privado envió a su esposa a ver a la esposa de Yu Hao con un regalo de alfileres dorados para aprender más sobre la causa del movimiento. Yu Hao se rió y dijo: "Es fácil, solo tiene que instalar tirantes para fortalecer la estructura, fijándolos con clavos (hierro), y no se moverá más." El maestro de obras siguió su consejo y la torre se mantuvo firme. Esto es porque los tirantes clavados llenan y unen entre ellas las partes de arriba con las de abajo de modo que las seis caras (la parte superior y parte inferior, parte delantera y trasera, izquierda y derecha) quedaran unidas entre ellas como una caja torácica».
En otro extracto, Shen Kuo describe las proporciones y los tipos de arquitectura destacados en el libro de Yu Hao:
«Los métodos de construcción de edificios se describen en el Manual de carpintería que, según algunos, fue escrito por Yu Hao. Según este libro, la proporción de los edificios se basa en tres unidades básicas, que está por encima de los travesaños sigue la unidad de las capas superiores, la que está por encima de la planta baja sigue la unidad de la capas intermedias, y todo lo que está debajo (plataformas, cimientos, pavimentación, etc.) sigue la unidad de las capas inferiores. La longitud de la viga transversal definirá naturalmente las longitudes de los travesaños, vigas, etc. de la capa superior. [...] Del mismo modo, las dimensiones de los cimientos deben corresponder a las dimensiones de las columnas que se utilizarán, así como a las vigas secundarias, etc. [...] Es así para todos los demás componentes, soportes en voladizo, vigas, que todos tienen sus proporciones fijas.
El libro (de Yu Hao) tenía tres capítulos. Pero, en los últimos años, los constructores se han vuelto mucho más precisos y hábiles que antes. Por lo tanto, durante algún tiempo el viejo manual de carpintería se ha descompuesto. Desafortunadamente, casi nadie puede escribir uno nuevo. ¡Hacerlo sería una obra maestra en sí misma!».

## Galería

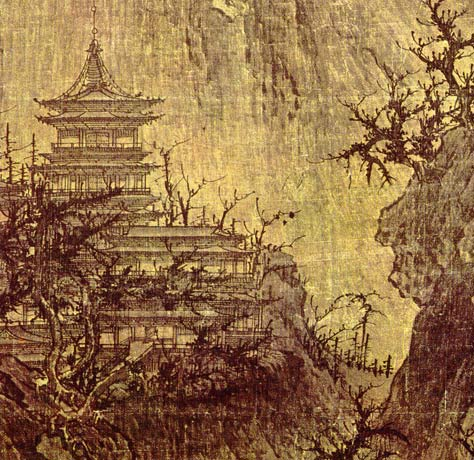
Detalle de un templo en una montaña, pintura de paisaje]de Li Cheng (919-967).
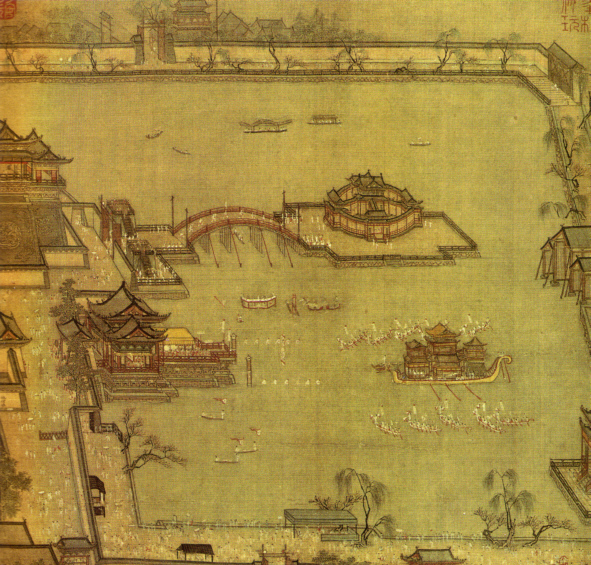
Juegos en el estanque Jinming, pintura de Zhang Zerui que representa Kaifeng, la capital de los Song del Norte.
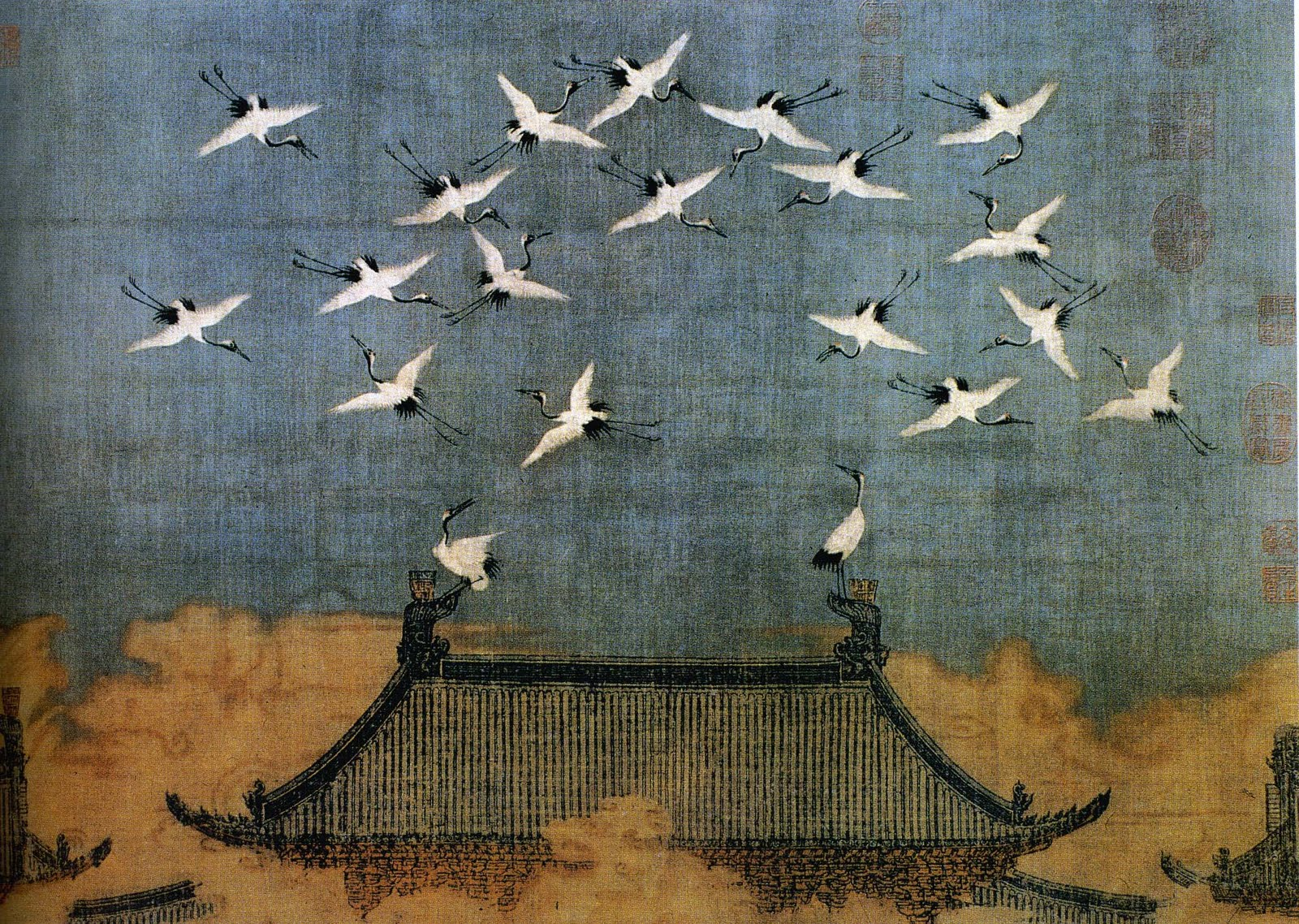
Un tejado del palacio de Kaifeng sobrevolado por grúas, pintura del emperador Song Huizong (1100-1126).
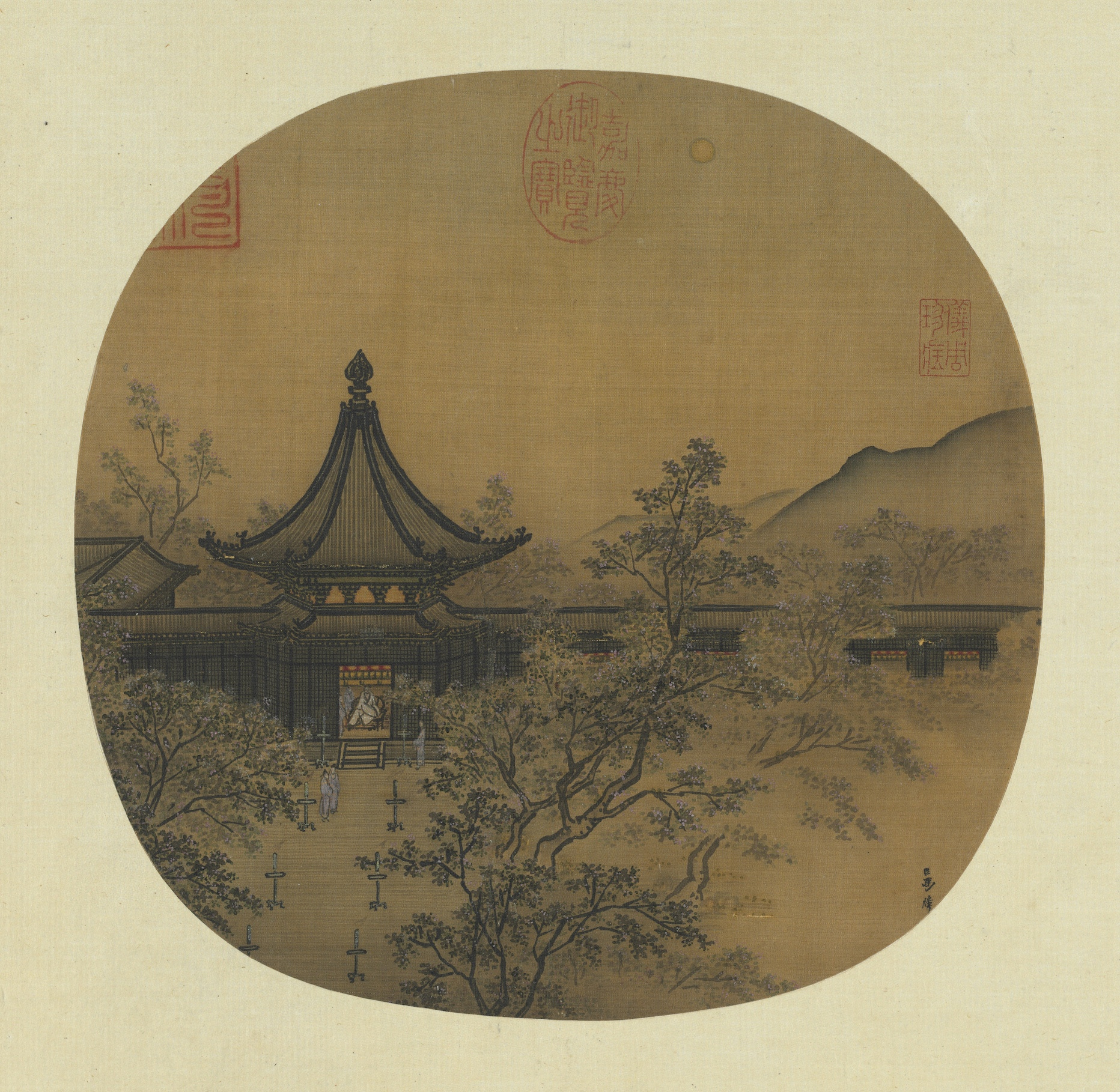
La espera de clientes, de Ma Lin, hacia 1250.
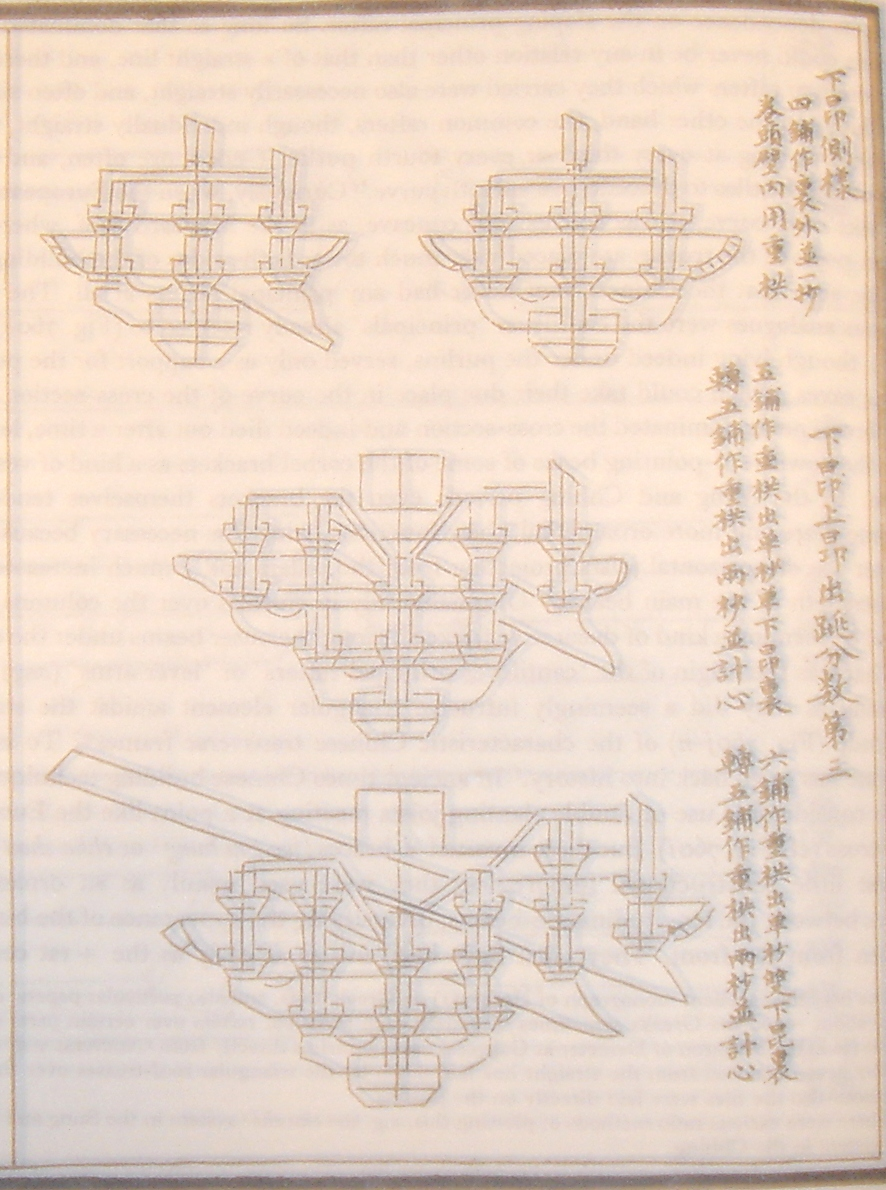
Extracto del Yingzao Fashi (1103): canecillos en voladizo.
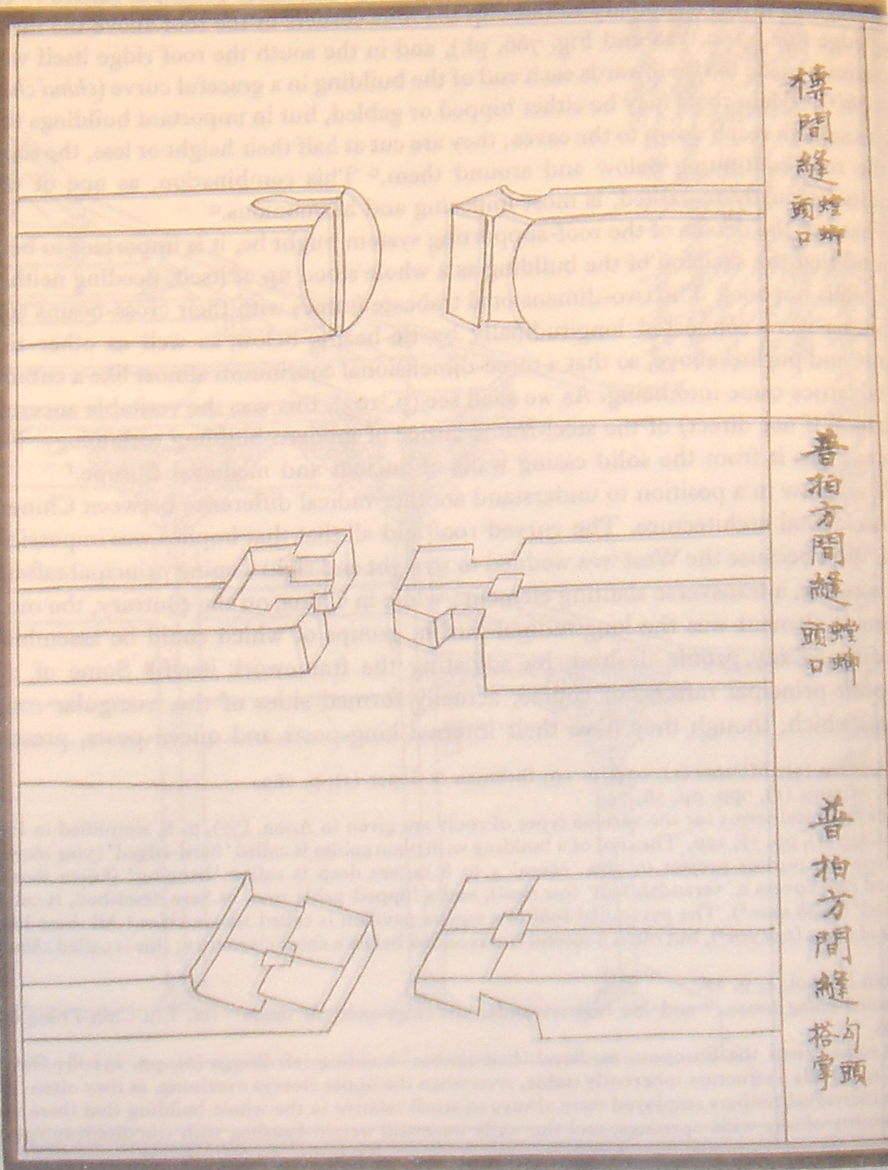
Extracto del Yingzao Fashi (1103): caja y espiga, trabajo de los tirantes y vigas transversales.
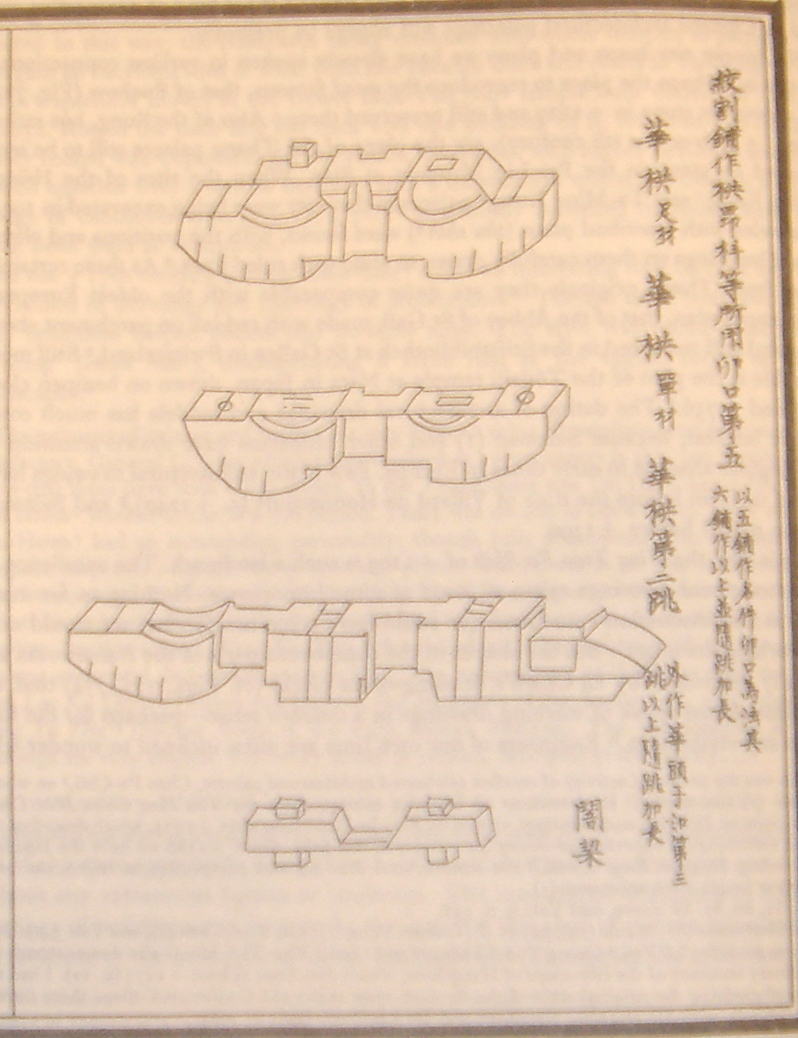
Extracto del Yingzao Fashi (1103): soporte de ménsula transversal
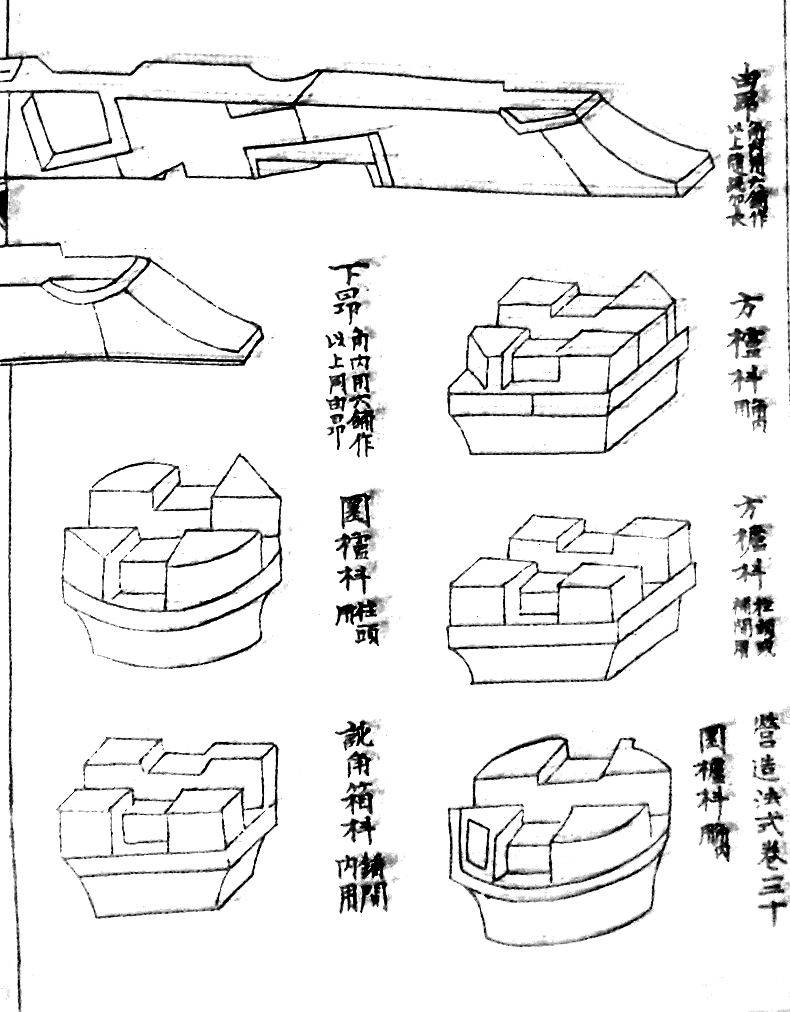
Extracto del Yingzao Fashi (1103): soporte y brazo del voladizo.
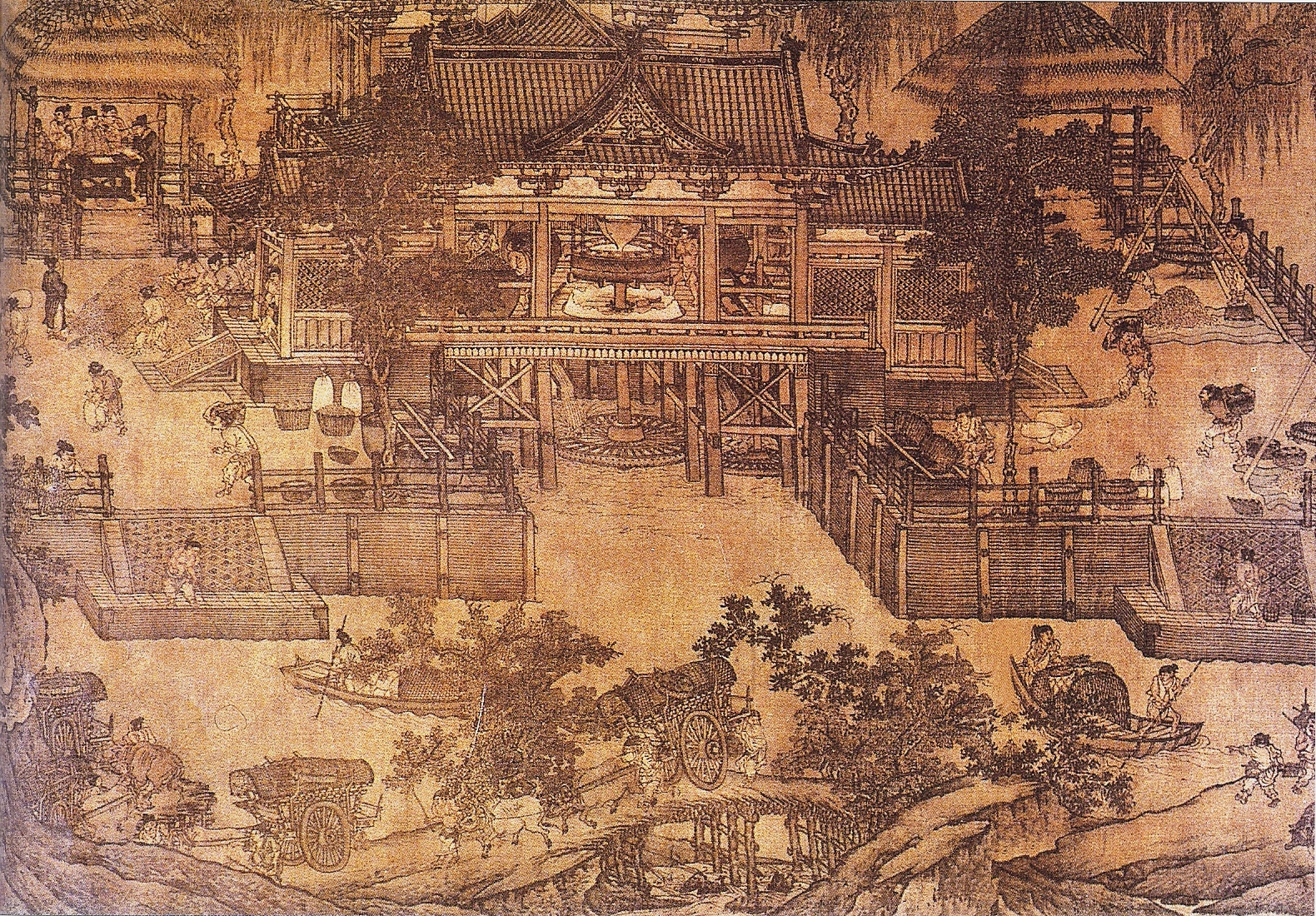
Molino hidráulico de la época de los Song del Norte.

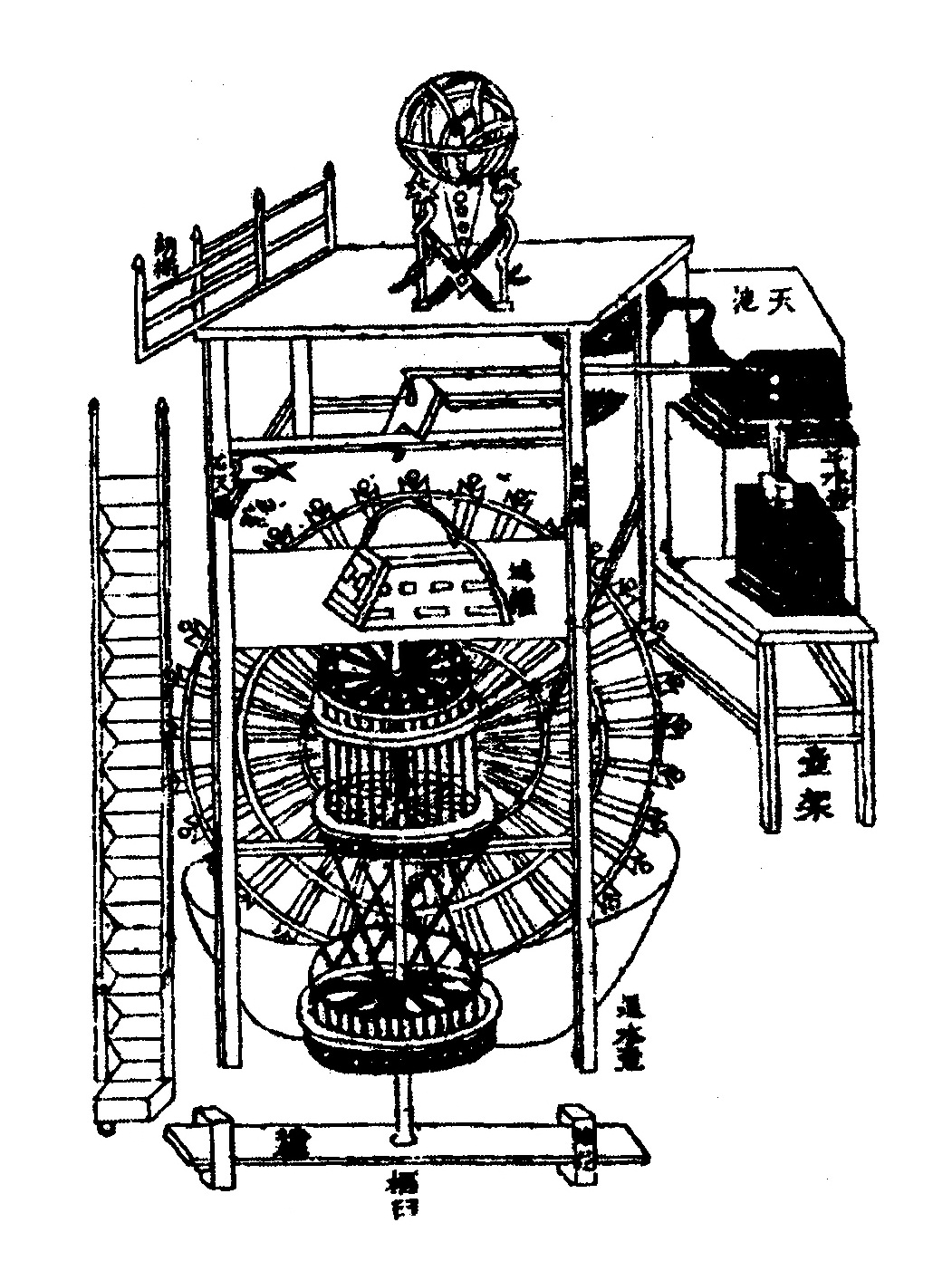
Representación del interior del reloj de torre de Su Song, imagen de un libro que data de 1092
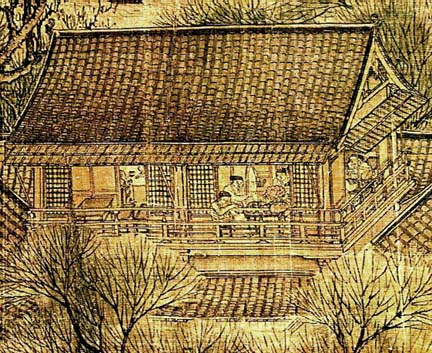
Un salón de té, detalle de El festival Qingming junto al río de Zhang Zeduan (1085-1145).
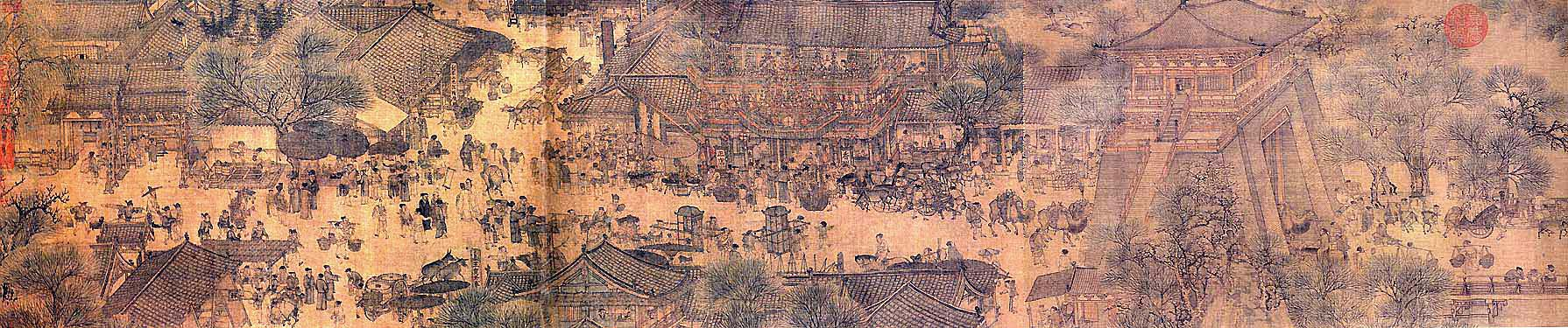
El festival Qingming junto al río, de Zhang Zeduan.